# Fleetwood Mac
Fleetwood Mac es una banda británica de rock formada en Londres en 1967. Fundada por Peter Green (voz y guitarra), en su primera formación estaba acompañado por Jeremy Spencer (voz, guitarra, piano y slide), Mick Fleetwood (batería) y Bob Brunning (bajo), aunque este último solo estuvo durante el tiempo en que John McVie permanecía en John Mayall & the Bluesbreakers por cuestiones contractuales. Poco después, en 1968 contrataron a Danny Kirwan como tercer guitarrista. Esta formación publicó tres álbumes de estudio, que los situó como uno de los grupos más importantes del blues británico.
En mayo de 1970, Green dejó la banda por problemas de salud y drogas. En ese mismo año entraría en la banda la teclista y vocalista Christine Perfect (McVie), futura mujer de John McVie. En menos de dos años, sus dos guitarristas restantes también se irían de la banda: primero Spencer en 1971 y luego Kirwan en 1972. Para cubrir el puesto de Spencer contrataron a Bob Welch, y para el de Kirwan a Bob Weston y Dave Walker. No obstante, la participación de estos dos últimos duró poco más de un año, ya que por diferentes razones ambos fueron despedidos. La salida de sus tres compositores principales hizo que Christine McVie y Bob Welch se encargaran de la composición de los tres discos editados en 1973 y 1974. A pesar de que no obtuvieron el mismo éxito comercial que sus predecesores, sobre todo en el Reino Unido, esta etapa es considerada como la transición entre el sonido blues y blues rock de sus inicios y el pop rock que adoptaron posteriormente.
Durante la estancia en Estados Unidos, en 1975 contrataron al guitarrista Lindsey Buckingham y a la vocalista Stevie Nicks, cuya influencia cambió el sonido de la banda hacia el pop rock y soft rock. Esto les trajo un considerable éxito comercial gracias a los álbumes Fleetwood Mac (1975), Rumours (1977), Tusk (1979), Mirage (1982) y Tango in the Night (1987). Sin Buckingham, y con Rick Vito y Billy Burnette en su lugar, en 1990 salió al mercado Behind the Mask, considerada su producción menos exitosa en los últimos quince años. Al año siguiente, Nicks y Vito renunciaron y, en 1995, junto con la vocalista Bekka Bramlett y el guitarrista Dave Mason, editaron Time (1995), que resultó ser un fracaso comercial. Tras ello, Christine anunció la separación de la banda.
En 1997, la formación de finales de los setenta se reunió y grabó el álbum en vivo The Dance (1998), pero al año siguiente Christine se retiró de la banda y de la escena musical, de la que permanecería alejada varios años. Sus cuatro miembros restantes grabaron Say You Will en 2003. En los siguientes años dieron constantes giras, publicaron un EP en 2013 y en 2014 celebraron el regreso de Christine con la gira On with the Show (2014-2015). A pesar de que se especuló la grabación de un nuevo álbum, los problemas internos nuevamente jugaron en contra y, por ello, Buckingham y Christine terminaron publicando como dúo un disco en 2017. En 2018, se hizo público el segundo despido de Buckingham, que fue reemplazado por Neil Finn y Mike Campbell.
Fleetwood Mac experimentó una radical evolución en su estilo musical, puesto que nació como una banda de blues y, en menos de una década, pasó a ser una de pop rock. A pesar del constante cambio de músicos, nunca perdió la calidad compositiva ni tampoco su éxito comercial, salvo entre 1971 y 1974, sobre todo en el mercado británico. Con ventas de discos que fluctúan dependiendo de las fuentes, entre los 100 y 120 millones de copias a nivel mundial, ha sido una de las bandas de rock que más discos han vendido y más premios han recibido. Galardonada por varias organizaciones musicales, entró en el Paseo de la Fama de Hollywood en 1979 y en el Salón de la Fama del Rock en 1998. Asimismo, ha inspirado a numerosos artistas musicales; de hecho, la etapa con Green ha influido notablemente en agrupaciones de blues rock, hard rock y heavy metal, mientras que la de Buckingham y Nicks lo ha hecho con bandas de pop rock, folk rock, rock alternativo, música independiente y electrónica.

## Historia

### Orígenes

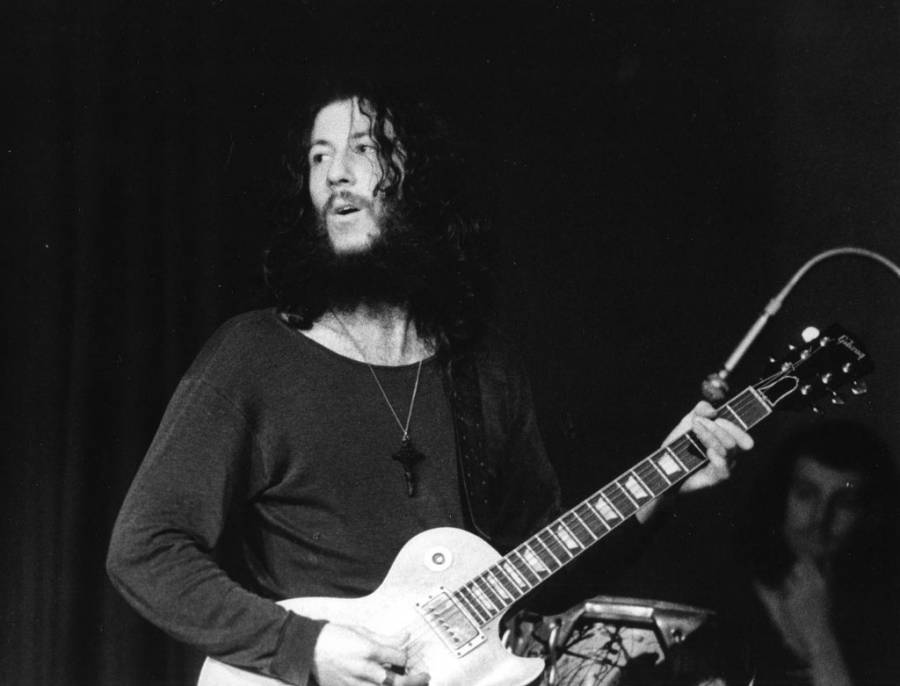
Peter Green, fundador de la banda, en 1967

El origen de la banda se remonta al 19 de abril de 1967 cuando John Mayall le regaló al guitarrista Peter Green una sesión de grabación en los Decca Studios de Londres. Junto con los otros integrantes de John Mayall & the Bluesbreakers, el baterista Mick Fleetwood y el bajista John McVie, registraron cuatro canciones: «First Train Home», «Looking for Somebody», «No Place to Go» y la instrumental «Fleetwood Mac», llamada así por los apellidos de estos últimos. Después de aquello, Green les propuso crear una nueva banda, Mick aceptó porque Mayall recientemente lo había despedido, mientras que John no estaba seguro dado que su contrato con él aún estaba vigente. Para iniciar luego el proyecto, el guitarrista puso un anuncio en Melody Maker en busca de un bajista que tocara por el tiempo que John permaneciera con Mayall y así contrató a Bob Brunning. Como también quería a un segundo guitarrista, Mike Vernon —futuro productor del álbum debut— le mostró una maqueta de un grupo llamado Levi Set Blues Band para que oyera la forma de tocar de Jeremy Spencer, quien también interpretaba el slide y el piano. Impresionado por su talento, Green lo contrató después de presenciar un concierto de Levi Set en Birmingham acontecido el 11 de junio. Con el apelativo de Fleetwood Mac, la banda debutó el 14 de agosto de 1967 en el British Jazz and Blues Festival de Windsor. En septiembre, John McVie ingresó al grupo tras renunciar a Bluesbreakers porque no estaba de acuerdo con Mayall en agregar una sección de vientos, lo que significó la salida de Brunning.

### 1967-1969: Primera etapa con Peter Green

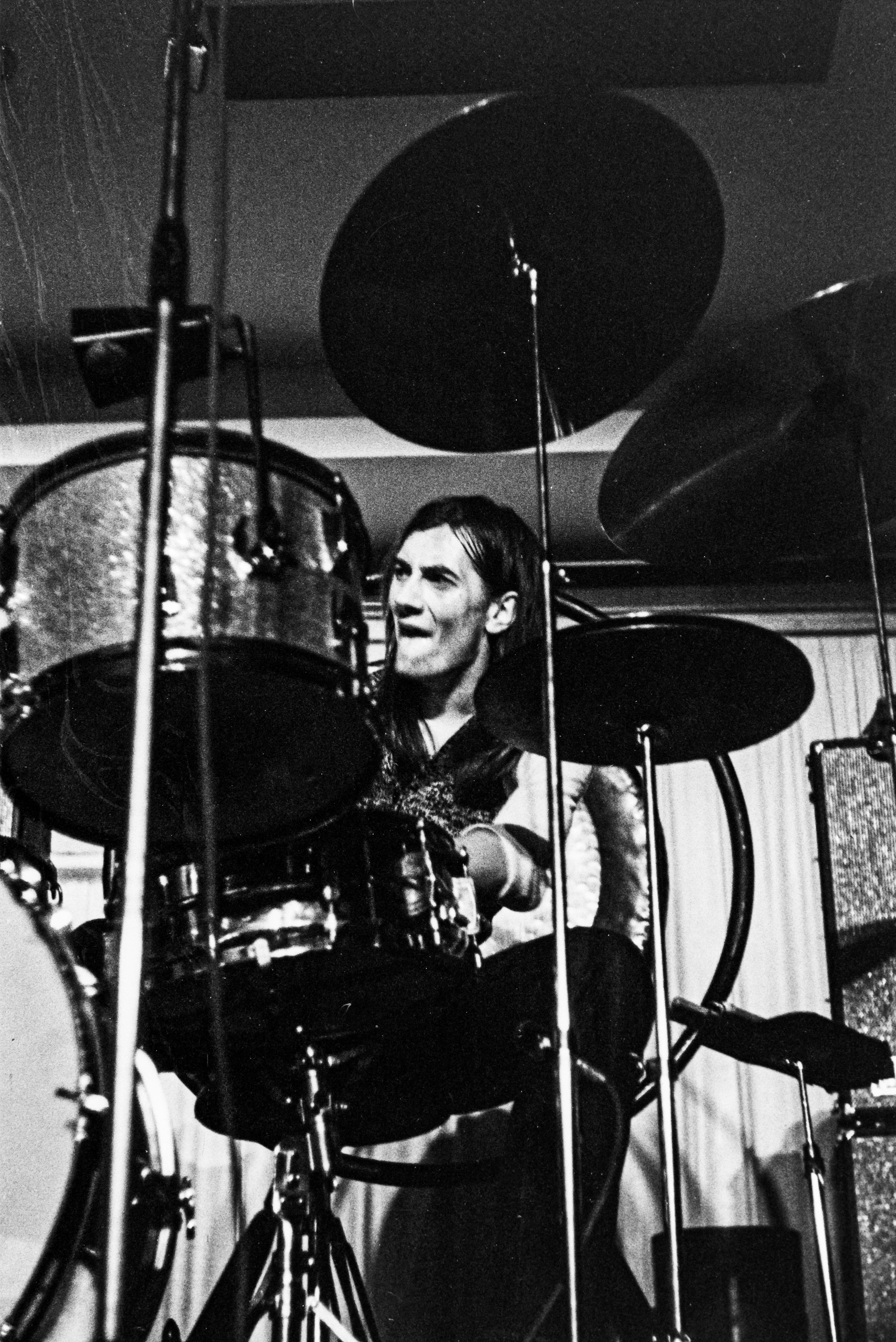
El batería Mick Fleetwood en vivo en 1970 en Hannover

El 3 de noviembre de 1967 Fleetwood Mac publicó a través de Blue Horizon Records —el sello de Mike Vernon— su primer sencillo, «I Believe My Time Ain't Long». Según el productor, habían presentado la maqueta a Decca Records, pero a pesar de que no la rechazaron, tampoco existió intención de publicarla. Por ello, firmaron con CBS, que a su vez asumió Blue Horizon. Registrado en 1967 en los estudios Decca y CBS de Londres, su álbum debut Fleetwood Mac (1968) incluyó canciones propias y versiones de otros artistas, donde Green y Spencer compartieron la labor de vocalista. El disco tuvo un positivo éxito en el Reino Unido, porque llegó hasta la cuarta posición en el UK Albums Chart y permaneció un total de treinta y siete semanas en la lista. También obtuvo una gran recepción en los conteos musicales de Noruega y Nueva Zelanda, donde alcanzó las posiciones 3 y 4 respectivamente. No obstante, en Estados Unidos solo logró el puesto 198 en el Billboard 200. El éxito conseguido en su propio país los llevó a publicar dos sencillos en el primer semestre de 1968. En abril salió a la venta la composición de Green, «Black Magic Woman», mientras que en julio publicaron una versión de «Need Your Love So Bad» de Little Willie John, la que destacó por incluir una sección de vientos sugerida por Vernon. Ambos consiguieron entrar en la lista UK Singles Chart, en los puestos 37 y 31 respectivamente.
En agosto de 1968 editaron Mr. Wonderful, que a diferencia de su predecesor, se grabó en vivo en el estudio con amplificadores con micrófono y un sistema PA. Su segunda producción presentó como artista invitada a la teclista y futura miembro Christine Perfect, que por entonces era parte de Chicken Shack. A pesar de que la crítica lo consideró una «decepción» en comparación al debut, Mr. Wonderful mantuvo la popularidad de la banda en los mercados noruego y británico, porque alcanzó las posiciones 8 y 10 en las respectivas listas. Por aquel mismo tiempo, Green conoció al grupo Boilerhouse y con ello al guitarrista de diecisiete años Danny Kirwan. Impresionado por sus habilidades, Green los invitó para que telonearan a Fleetwood Mac en los conciertos en vivo y, además, quería potenciarlos para que llegasen a ser profesionales. No obstante, en el transcurso los demás integrantes de Boilerhouse renunciaron, así que Green contrató a Kirwan por sugerencia de Fleetwood, que lo convirtió en el tercer guitarrista al poco tiempo de lanzarse Mr. Wonderful. Con la ayuda de Kirwan, Green terminó de escribir el sencillo «Albatross», un tema instrumental ambient inspirado en «Sleep Walk» de Santo & Johnny. Como Spencer era reacio a colaborar en las composiciones de Green, él no participó en su grabación, aun así, figuró en la portada. «Albatross» se convirtió en su primer éxito a nivel continental, ya que llegó hasta el primer lugar en los Países Bajos; entró entre los diez sencillos más vendidos en Irlanda, Noruega y Suiza; e ingresó en las listas de Alemania y Bélgica. Por su parte, llegó hasta el primer lugar en el Reino Unido, convirtiéndose en el único número uno de la banda en su propio país. Además, en abril de 1974, la Industria Fonográfica Británica (BPI) le otorgó un disco de plata tras superar las 250 000 copias vendidas, estableciéndose como su primera certificación discográfica recibida en su país.

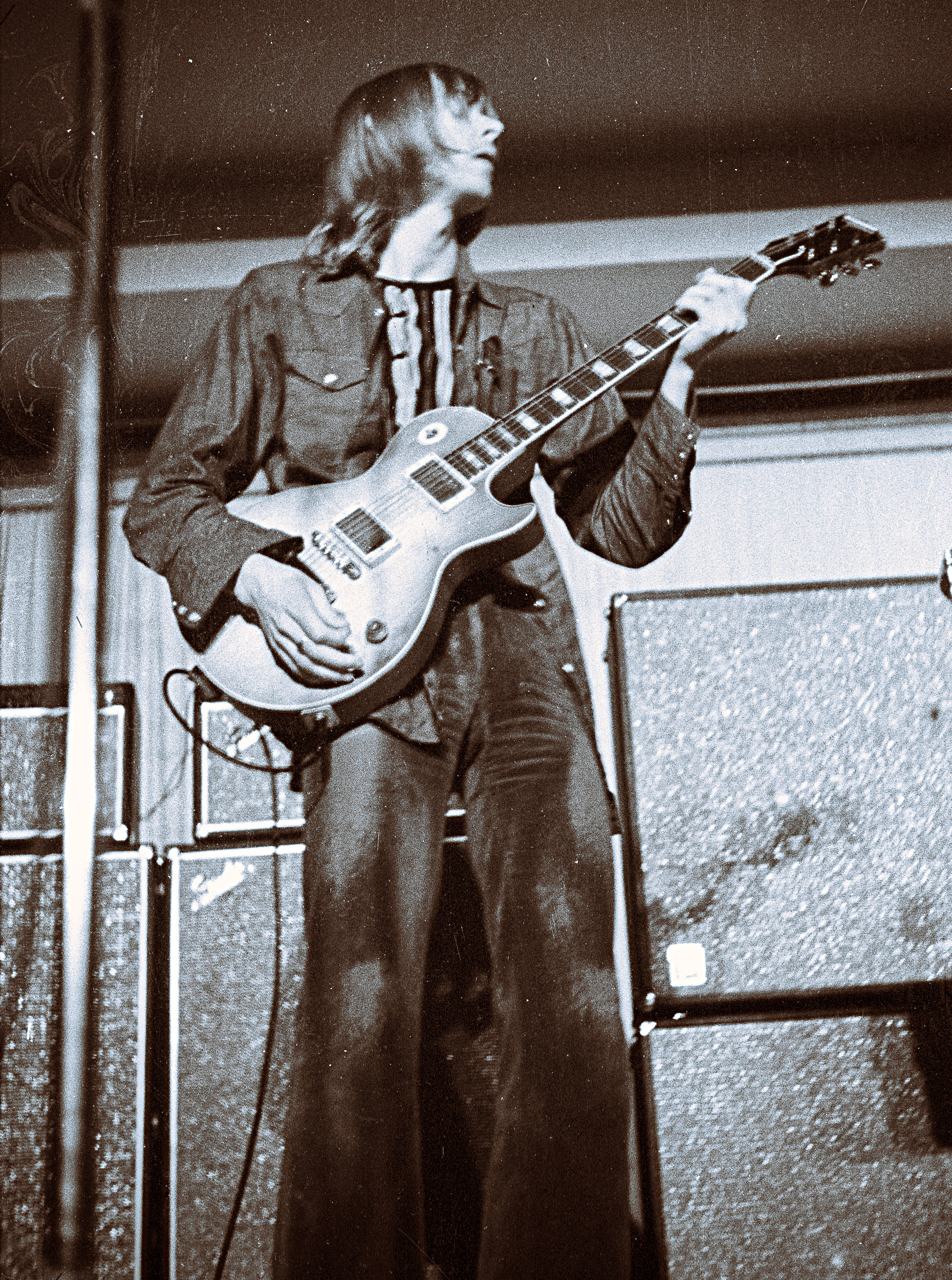
El guitarrista Danny Kirwan en vivo en 1970 en Hannover

En enero de 1969, mientras se encontraban en Estados Unidos, realizaron una sesión especial en los estudios Chess Records de Chicago junto con músicos estadounidenses de blues, entre ellos Willie Dixon y Otis Spann. El resultado de dichas sesiones se editó a finales del año en un disco titulado Fleetwood Mac in Chicago. Por aquel mismo tiempo, dejaron Blue Horizon para firmar con Immediate Records y en abril publicaron el sencillo «Man of the World», que logró el segundo lugar en el UK Singles Chart. Este fue su único lanzamiento editado con Immediate, ya que al poco tiempo se declaró en bancarrota. Apple Records, el sello de The Beatles, estaba interesado en ellos, teniendo en cuenta además que Mick Fleetwood y George Harrison eran concuñados. No obstante, por decisión de su mánager, Clifford Davis, Fleetwood Mac firmó un contrato con Warner Bros. Records, que por medio de su filial Reprise publicarían sus posteriores álbumes. Con la idea de potenciarlos en el mercado estadounidense —donde eran desconocidos— en enero se lanzó el recopilatorio English Rose, que incluyó algunas pistas de Mr. Wonderful —trabajo no editado en Estados Unidos— «Albatross» y algunas canciones escritas por Kirwan. No obstante, el disco tuvo una mala recepción en dicho mercado, ya que solo alcanzó la casilla 184 en la lista Billboard 200. Con una lista de canciones similar, en agosto Blue Horizon lanzó en el Reino Unido el también recopilatorio The Pious Bird of Good Omen y consiguió el puesto 18 en el conteo nacional.
La primera producción con Reprise Records salió al mercado en septiembre de 1969 bajo el título de Then Play On. Si bien el disco presentó a la banda como un quinteto, Spencer prácticamente no participó en su realización, salvo en «algunas cosas en el piano» de acuerdo con Fleetwood. Para este trabajo Green le dio una mayor libertad a Kirwan, quien compuso siete de las catorce canciones, las que a su vez cantó. Then Play On entró entre los diez álbumes más vendidos en las listas del Reino Unido y Noruega, y marcó su debut en la de Alemania, al obtener el puesto 90. Su sencillo promocional, «Oh Well», logró un rotundo éxito en Europa dado que se ubicó entre los diez sencillos más vendidos en varias listas, destacando el primer lugar en los Países Bajos; su segundo número uno en ese país después de «Albatross» de 1968. Asimismo, se convirtió en su primer sencillo en posicionarse en el Billboard Hot 100 de Estados Unidos, en la casilla 55.

### 1970-1973: Cambios constantes en la formación

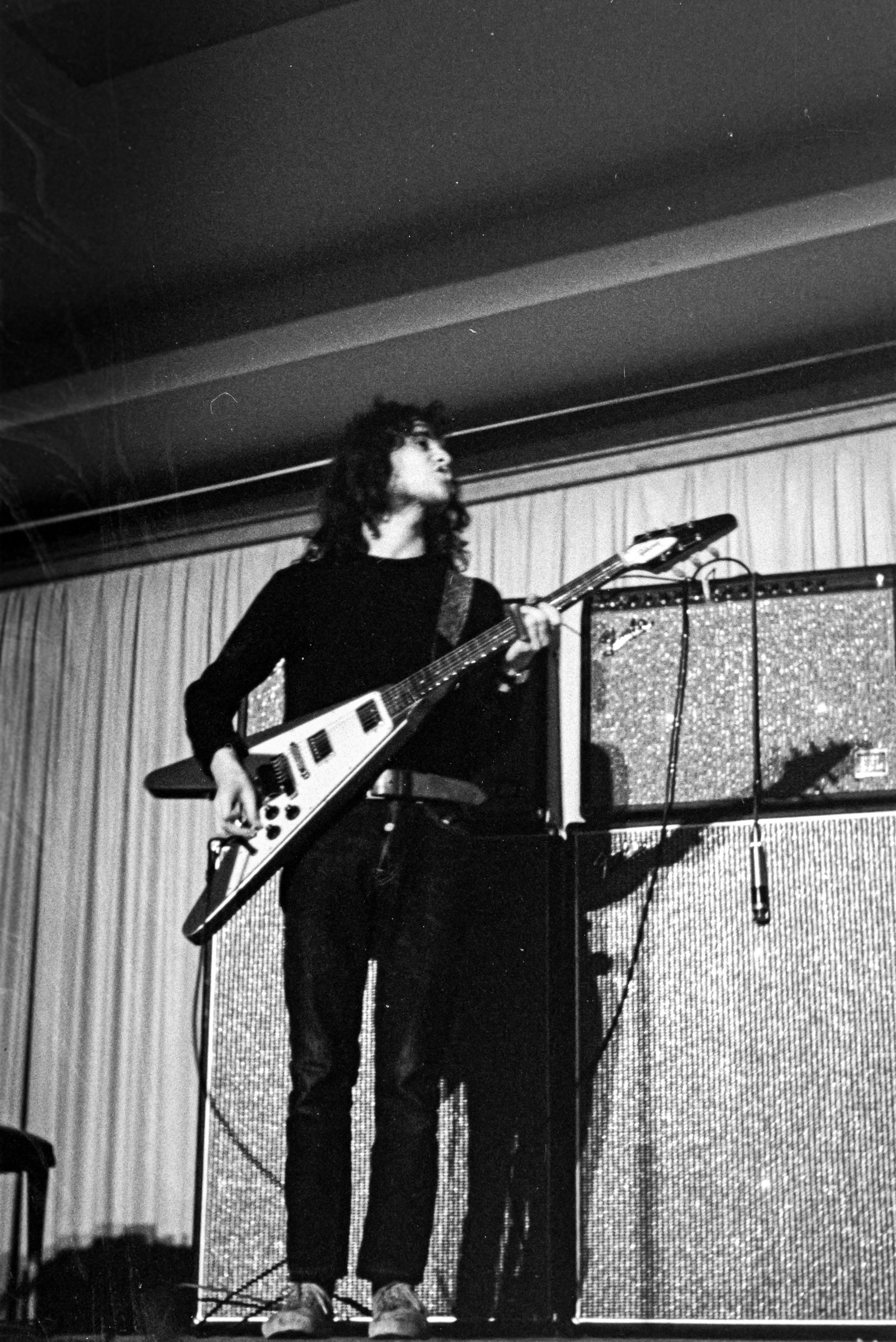
El guitarrista Jeremy Spencer en vivo en 1970 en Hannover

Para 1970 los problemas internos comenzaron a aparecer, ya que el mánager Clifford Davis mencionó que en marzo Green había consumido una fuerte dosis de LSD en Múnich que derivó en una esquizofrenia y afirmó que «nunca llegó a ser el mismo». Cambió su manera de vestir, se volvió más espiritual y comenzó a odiar la fama y el dinero, a tal punto que quería donar todas las ganancias de la banda a la caridad, lo que generó controversia con los otros músicos. El guitarrista recordó que tuvo una visión de un ángel cargando en sus brazos a un niño hambriento y mencionó que: «Pensé que tenía demasiado dinero para ser feliz y normal. Miles de libras es simplemente demasiado para una persona que trabaja solo para mantenerse y de repente sentí que no lo merecía». Mientras estaban en una gira por Estados Unidos grabaron el último sencillo con Green, «The Green Manalishi», cuya letra es considerada como un testimonio de lo que estaba viviendo el fundador del grupo. Después de un concierto acontecido el 28 de mayo de 1970, Green dejó la banda.
Con la salida del principal compositor, Kirwan y Spencer asumieron el control creativo de las canciones del siguiente disco, titulado Kiln House (1970). Como Spencer tuvo una mayor participación y era seguidor del rock and roll estadounidense, su sonido se acercó al rock, aunque no perdió la esencia del blues rock. Durante su grabación, Christine Perfect —ahora llamada Christine McVie tras casarse con John en 1969— colaboró como corista y teclista y creó la portada, pero solo tuvo créditos por esto último. Un mes antes del lanzamiento del álbum, el 19 de agosto, Christine se convirtió en miembro oficial de Fleetwood Mac. El cambio de sonido de Kiln House ayudó a Fleetwood Mac a posicionarse por primera vez en las listas Kent Music Report de Australia y RPM Top Albums de Canadá, y también logró su mejor puesto hasta entonces en la estadounidense Billboard 200 (casilla 69). En cambio, en Europa, solo entró en el conteo británico en la posición 39, la más baja desde que debutaran en 1968. En 1970, compraron por 23 000 libras la mansión Benifold en Hampshire (Inglaterra), donde luego convivieron con sus parejas: Mick y Jenny Boyd se instalaron en las «amplias habitaciones de sirvientes»; John y Christine, en un ala separada; y Danny y su novia, Clare, en el ático. Jeremy, junto con su esposa e hijos, también residió algún tiempo en el edificio. En Benifold compusieron el material de sus siguientes álbumes, hasta que a mediados de la década lo vendieron una vez que se establecieron en Estados Unidos.
En febrero de 1971 comenzaron una gira por Estados Unidos, pero una vez que llegaron a Los Ángeles para tocar tres noches en el Whisky a Go Go, Spencer desapareció del hotel en el que hospedaban. Tras buscarlo por la ciudad, descubrieron que había ingresado al grupo religioso Niños de Dios y no tenía ganas de regresar; Mcvie recordó que «ya no quiere tocar más, solo servir a Jesús y a Dios». Ante su inesperada salida, contactaron a Green, quien se reunió con ellos el 19 de marzo en San Bernardino para apoyarlos únicamente hasta el 27 de marzo, última fecha de la gira. Judy Wong, amiga de la banda, les recomendó a su compañero de escuela Bob Welch, que vivía por entonces en París y fungía como guitarrista en el grupo de rock y soul Head West. Después de algunas reuniones en Benifold, lo contrataron como guitarrista rítmico. Las composiciones de Kirwan, Welch y Christine hicieron que Future Games de 1971 se alejara del sonido de la era de Peter Green, ya que su resultado era un claro movimiento hacia el folk rock y el pop. A pesar de que no consiguió la misma popularidad que Kiln House, vendió mucho más que los tres primeros álbumes en Estados Unidos. Sin embargo, la situación en el Reino Unido era muy distinta, puesto que Future Games logró ser el primero de todos los álbumes editados entre 1971 y 1974 que no entró en el UK Albums Chart. La única excepción fue el recopilatorio Greatest Hits de noviembre de 1971, que en febrero de 1972 alcanzó el puesto 3.

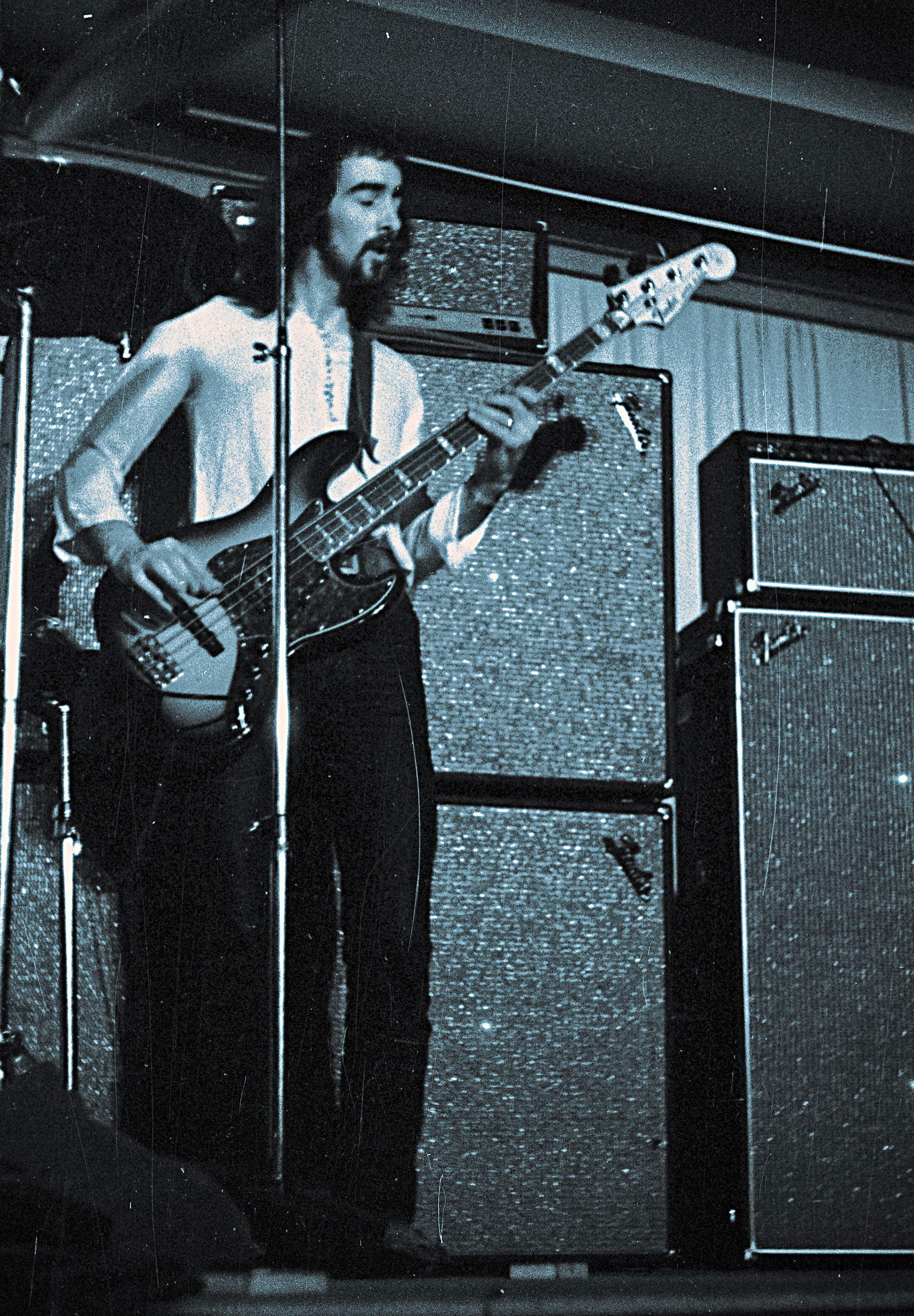
El bajista John McVie en vivo en 1970 en Hannover

Para Bare Trees de marzo de 1972, Danny Kirwan jugó un papel fundamental en la composición de sus canciones —escribió cinco de las diez— cuyo resultado se ha considerado como su «primer álbum consistente», donde definieron su sonido post-blues. De acuerdo con el crítico Bud Scoppa, de la revista Rolling Stone, «es su presencia [de Kirwan] lo que hace de Fleetwood Mac algo más que otro grupo de rock competente». Pero a diferencia de lo que ocurría en el estudio, durante la gira Kirwan comenzó a tener problemas con el resto de la agrupación. Entre bastidores justo antes de un concierto en Estados Unidos, discutió con Welch por la correcta afinación de las guitarras de manera muy violenta: se golpeó la cabeza y dio puñetazos contra la pared, rompió su guitarra Gibson Les Paul, destrozó el camerino y se negó a subir al escenario. El grupo pudo realizar el concierto, pero Kirwan siguió criticándolos de tal mala manera que Mick Fleetwood lo despidió ipso facto. Posteriormente, Mick contó que la presión y el estrés de la vida de músico profesional jugó en contra del guitarrista y a medida que la gira de Bare Trees avanzaba, perdió el norte y se volvió, retraído y dependiente del alcohol, pero que ellos, en ese momento, no tenían ni idea de lo que le ocurría. Para cubrir su puesto, en septiembre contrataron al guitarrista Bob Weston y al vocalista Dave Walker.
A principios de 1973, Christine y Welch compusieron las canciones de Penguin, lanzado en marzo. Según William Ruhlmann, del sitio web AllMusic, con este disco se pierde todo rastro del blues rock por las «melodías hipnóticas» de Welch y el «pop romántico» de Christine. Si bien ambos escribieron material para Walker, él tendía hacer que las canciones sonaran más como Savoy Brown —banda de donde provenía— que a Fleetwood Mac. Debido a que su voz no encajaba con el sonido de la agrupación, a mediados de 1973 se le pidió su renuncia. En octubre, editaron Mystery to Me, que logró el puesto 67 y pasó un total de veintiséis semanas en el Billboard 200. Esto se debió en gran parte a la canción «Hypnotized», el punto alto del disco según AllMusic, ya que sonó constantemente en las radios. De acuerdo con el escritor Donald Brackett, el cambio de sonido que hicieron entre 1972 y 1973 tuvo una mayor recepción en el público estadounidense porque estaba más abierto a escuchar a los grupos británicos, mientras que en el Reino Unido aún seguían consumiendo discos de blues rock. En ese mismo año, el matrimonio de los McVie estaba pasando por un momento crítico debido al alcoholismo de John, lo que generaba intensa discusiones en el seno de la banda.

### 1974: The New Fleetwood Mac y la disputa por el nombre

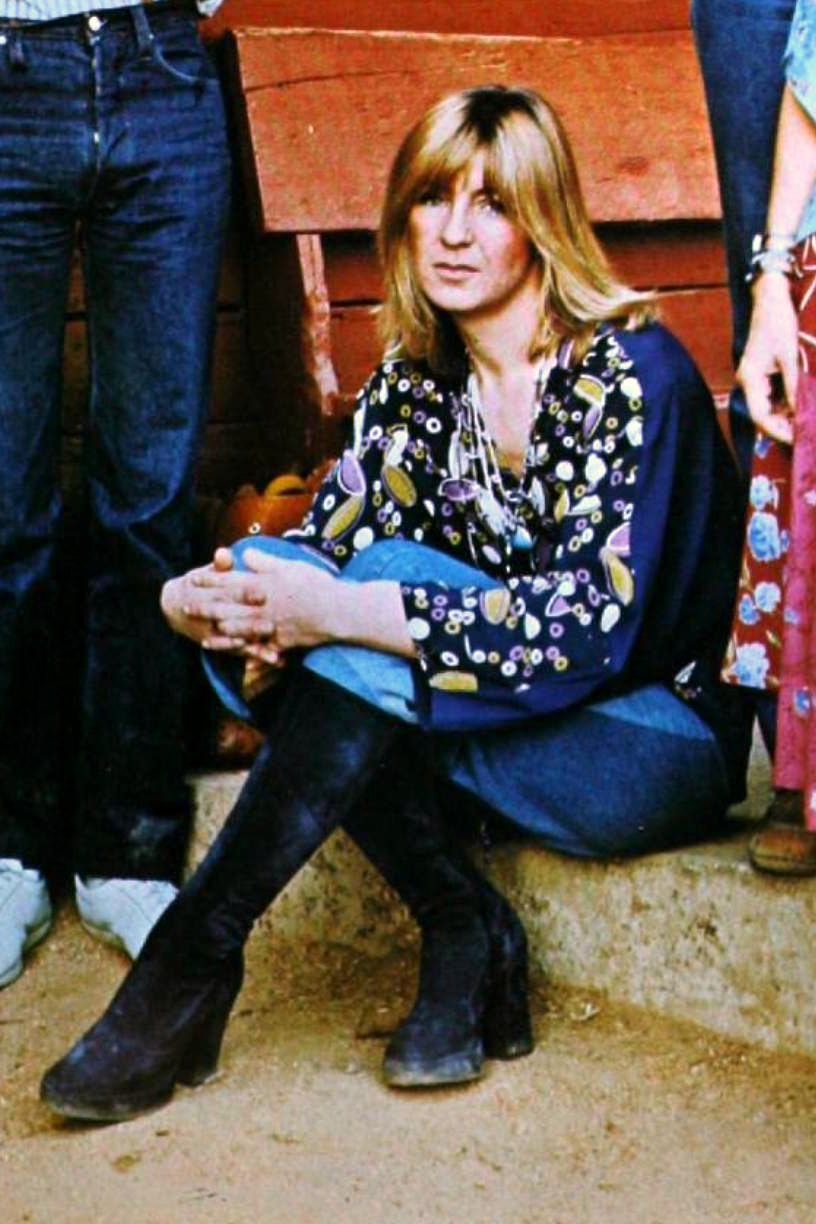
La vocalista y teclista Christine McVie en 1977

En medio de la gira estadounidense en promoción a Mystery to Me, Bob Weston tuvo un affaire con la esposa de Mick Fleetwood, Jenny; en consecuencia, John Courage —road manager de Fleetwood Mac— lo despidió. La noticia dejó tan devastado al batería que decidió no continuar con el tour. El 20 de octubre de 1973, después de presentarse en Lincoln (Nebraska), la banda le comentó a un ingeniero de sonido que toda la gira se cancelaba, faltando aún veintiséis fechas, y existían planes de separarse. A Clifford Davis le preocupó esta decisión porque estaba en juego los compromisos con los diversos agentes, promotores y, por consiguiente, su reputación como mánager. Después de enviarles una carta diciéndoles que «iba a perder su reputación por los caprichos de músicos irresponsables», afirmó que poseía el nombre de la banda y el derecho de elegir a sus integrantes. Con los músicos de Legs —grupo dirigido por Davis— programó una gira por Estados Unidos para principios de 1974 con la idea de cubrir las fechas canceladas. Nombrado como The New Fleetwood Mac, estaba integrado Elmer Gantry (voz), Kirby Gregory (guitarra), Paul Martinez (bajo), David Wilkinson (teclados) y Craig Collinge (batería). A ellos se les dijo que Mick participaría de la gira y que estuvo detrás de su planificación, pero él rechazó tales rumores en su autobiografía de 2014. No obstante, en 2017, Gantry y Gregory afirmaron que sí hubo reuniones con él, incluso, habían conversado sobre la lista de canciones que interpretarían.
Cuando la gira comenzó el 16 de enero de 1974 en Pittsburgh, hubo problemas con el promotor del concierto, ya que desconocía el asunto entre Davis y los demás integrantes. The New Fleetwood Mac pudo tocar e inesperadamente parte del público los recibió bien, pero la otra restante quería el reembolso. El promotor, en contra de la opinión de Davis, les devolvió el dinero y llamó a la agencia de contrataciones en Nueva York para decirle que el Fleetwood Mac que tocó no era el verdadero, pero no le creyeron. Para la presentación en dicha ciudad, el 26 de enero, la noticia del «falso Fleetwood Mac» se había esparcido y los promotores de las otras urbes no estaban de acuerdo con la gira. A pesar de que estaba programada hasta el 27 de febrero, no está claro cuándo terminó porque muchas fechas fueron canceladas; incluso de San José (California) llegaron noticas que el recinto estaba medio vacío y el público estaba exigiendo el dinero de las entradas. Entretanto, Welch convenció a sus compañeros de que ellos mismos podían manejar su carrera y debían instalarse en Estados Unidos, mientras se resolvía la demanda por el uso del nombre que se llevaba a cabo en un tribunal de ese país.
Por su parte, en julio de 1974, un tribunal británico dictaminó que Davis no podía usar el nombre hasta comprobar su propiedad y que ellos podían escribir y grabar nuevo material discográfico, mas no presentarse en vivo. Gracias a ello, renegociaron su contrato con Warner Bros. Records y en septiembre publicaron como cuarteto Heroes Are Hard to Find. Este se convirtió en su primera producción grabada en Los Ángeles y es la que mejor posición alcanzó en el Billboard 200 hasta entonces, al ubicarse en el puesto 34. En diciembre de 1974, Bob Welch se retiró en buenos términos y posteriormente inició una carrera solista con el apoyo de Seedy Management, la compañía creada por John y Mick para manejar las actividades de Fleetwood Mac. Por otro lado, la demanda terminó a favor de la banda y, dependiendo de la fuente, se menciona que duró un año o dos años y medio. Asimismo, los músicos de The New Fleetwood Mac pasaron a llamarse Stretch y siguieron bajo la dirección de Clifford Davis.

### 1975-1979: Reformación y éxito comercial

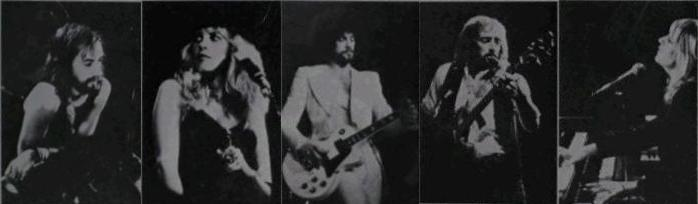
Fleetwood Mac en 1977. De izquierda a derecha: Mick Fleetwood, Stevie Nicks, Lindsey Buckingham, John McVie y Christine McVie

Un día, Mick estaba en el estudio Sound City de Los Ángeles y le comentó al ingeniero Keith Olsen que estaban buscando a un nuevo guitarrista, así que él le reprodujo una cinta del tema «Frozen Love» del dúo Buckingham Nicks para que conociera el trabajo del estadounidense Lindsey Buckingham. Como el guitarrista también se encontraba en el estudio, Mick lo persuadió para que se uniera a la banda, Buckingham aceptó, pero con la condición de que también admitieran a su novia y cantante Stevie Nicks. En la víspera del año nuevo, la pareja ingresó oficialmente a Fleetwood Mac. En tres meses registraron Fleetwood Mac (1975), donde las canciones de Buckingham y Nicks transformaron la identidad de la banda, convirtiéndola en una agrupación de pop rock californiano e indujeron a Christine a escribir temas de soft rock, según el crítico Stephen Thomas Erlewine. Al principio tuvo una repercusión modesta, hasta que quince meses después, en septiembre de 1976, llegó hasta la cima del Billboard 200. Sus sencillos: «Over My Head», «Rhiannon» y «Say You Love Me» entraron entre los veinte más vendidos en la lista estadounidense. En diciembre de 1975 se obtuvo el  disco de oro de la Recording Industry Association of America (RIAA) y en 2018 logró séptuple disco de platino, por vender más de siete millones de copias en Estados Unidos. Sin embargo, la recepción en su propio país fue un tanto más reservada, ya que sólo logró el puesto 23 en la lista británica y en 1978 la BPI le entregó un disco de oro al alcanzar las 100 000 copias vendidas.
En contraposición al éxito comercial, los músicos pasaban por uno de sus peores momentos: el matrimonio de John y Christine se había acabado; la relación de Lindsey y Stevie sufría de tensas situaciones y Mick estaba en pleno proceso de divorcio con su esposa Jenny. Además, la imprevista popularidad y fortuna, los constantes conciertos, los rumores de la prensa amarillista sobre sus vidas privadas y la presión por editar un nuevo disco que igualara el éxito del anterior, acompañado además por el abuso de drogas y alcohol, generó un fuerte estrés en la banda. Tim Jonze, de The Guardian, mencionó: «Donde la música fue una vez un escape de la agitación en la banda, ahora las drogas actuaban como un escape de las exigencias de la música».
A pesar de lo anterior, Fleetwood Mac puso a prueba su profesionalismo y con un «tremendo sacrificio emocional» en palabras de Mick, en 1976 comenzó a trabajar en una producción. Publicado en febrero de 1977, Rumours llegó al número uno en Estados Unidos, Australia, Canadá, Países Bajos, Nueva Zelanda y el Reino Unido, como también entró en otras listas europeas. Consiguió numerosos discos de oro, platino y multiplatino en varios países; de hecho en 2020 se estimaba que ya superaba los 45 millones de copias comercializadas en todo el mundo, por lo que Rumours es uno de los álbumes musicales más vendidos en la historia. En 2014, la RIAA le otorgó un doble disco de diamante en representación a 20 millones de copias vendidas únicamente en Estados Unidos. Por su parte, sus cuatro sencillos promocionales —«Go Your Own Way», «Dreams», «Don't Stop» y «You Make Loving Fun»— entraron entre los diez más vendidos en el Billboard Hot 100 y «Dreams» llegó hasta el primer lugar. Asimismo, el disco recibió una buena acogida por parte de la prensa especializada. Por ejemplo en la vigésima ceremonia de los premios Grammy Fleetwood Mac junto con los productores Ken Caillat y Richard Dashut ganaron en la categoría álbum del año.

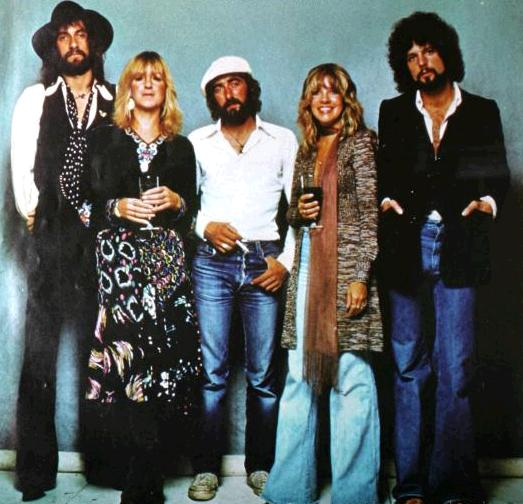
Fleetwood Mac en 1977

En 1977, tanto la banda como Rumours fueron considerados como mejor banda y mejor álbum del año por las principales revistas estadounidenses de la época: Billboard, Cashbox, Record World y Rolling Stone. Billboard les entregó cuatro Number One Awards por álbum del año —anteriormente mencionado— grupo del año, álbum de artistas pop y álbum de grupo pop. Cashbox los posicionó en la cima de sus listas de álbumes y sencillos; Record World les entregó el premio al logro especial y los colocó en el primer puesto de la categoría combinación vocal, tanto en sencillos y álbumes. Por su parte, los lectores de Rolling Stone los premiaron como artistas del año y «Dreams» como sencillo del año. Además, los críticos de esta última revista los nombró la banda del año. Por su parte, Performance en 1977 declaró que eran la banda excepcional de rock y la banda de rock que marca tendencia.
Después de la exitosa gira promocional, Buckingham convenció a los otros músicos de grabar un disco que no se pareciera en nada a Rumours, dado que no quería repetir la misma fórmula. Mick decidió que fuera un álbum doble y, después de algunas diferencias con Warner Bros., optaron por crear su propio estudio llamado Studio D para grabarlo. Con un costo de realización de un millón de dólares estadounidenses —el álbum más caro de la industria hasta ese momento— Tusk (1979) ha sido considerado como una obra de Buckingham, ya que él escribió nueve de las veinte pistas. El crítico Stephen Holden, de la revista Rolling Stone, lo comparó con The White Album de The Beatles por la diversidad de estilos musicales presentes, entre ellos rock, soft rock, pop rock, folk rock y art pop. Logró situarse entre los diez álbumes más vendidos en varias listas musicales; por ejemplo, llegó hasta el primer lugar en el Reino Unido y al cuarto en Estados Unidos. A pesar de que se estima que ha vendido más de cuatro millones de copias. incluso, su concepto visual recibió una nominación al mejor diseño de presentación de un disco en los Grammy de 1981, Warner Bros. consideró Tusk como un fracaso debido a sus pobres ventas en comparación con Rumours, así como a los elevados costes de producción, y culpó directamente a Buckingham. Sin embargo, Mick mencionó que el responsable era el sello. La discográfica tuvo dos decisiones inusuales para una producción de finales de los setenta: emitió todo el disco en las radios y el precio de US$ 16 fue muy elevado para la época.

### 1980-1989:Mirage,Tango in the Nighty carreras en solitario

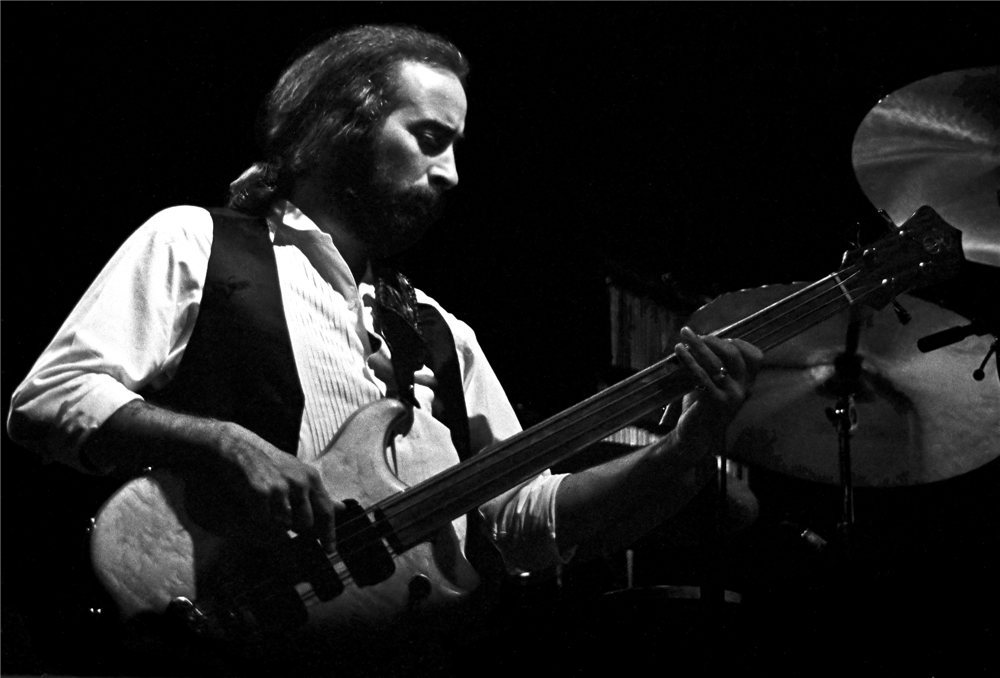
John McVie en Zúrich en 1980

Con canciones grabadas durante la gira promocional de Tusk (1979-1980), en diciembre de 1980 publicaron su primer álbum en vivo titulado Live, que contenía mayormente los éxitos de sus tres últimos discos de estudio. Dos meses después, tanto la BPI como la RIAA lo certificaron de disco de oro. Durante gran parte de 1981, la banda se tomó un descanso y Nicks, Buckingham y Fleetwood aprovecharon ese tiempo para comenzar sus carreras solistas con las producciones Bella Donna, Law and Order y The Visitor, respectivamente. El debut de Nicks fue el más exitoso de los tres, ya que llegó hasta la cima del Billboard 200 y presentó sus tres primeros éxitos: «Stop Draggin' My Heart Around», «Edge of Seventeen» y «Leather and Lace».
Considerado por el sitio AllMusic como «más convincente y accesible que Tusk», en junio de 1982 publicaron Mirage, con el que buscaban retomar el sonido pop. Este nuevo disco logró buenas posiciones en las listas musicales a nivel mundial, por ejemplo se situó entre los diez álbumes más vendidos en Australia, Estados Unidos, Noruega y Reino Unido. A pesar de aquello, su gira promocional solo se llevó a cabo en Estados Unidos con únicamente veintinueve conciertos. De ellos, destacaron las presentaciones en el The Forum de Los Ángeles (21-22 de octubre) donde se grabó el vídeo Fleetwood Mac Mirage Tour y su participación en la primera versión del US Festival en San Bernardino (California).
Tras la gira, los músicos siguieron sus propios caminos y Fleetwood Mac quedó en pausa por algunos años. Stevie Nicks mantuvo su popularidad individual gracias a los álbumes The Wild Heart (1983) y Rock a Little (1985), los que lograron las posiciones 5 y 12 en el Billboard 200, respectivamente. Lindsey Buckingham editó su segunda producción en 1984, Go Insane, de cuyas canciones destacó la pista de mismo nombre, y en ese mismo año también Christine McVie lanzó su álbum homónimo, con un estilo similar a Mirage. A su vez, ambos músicos participaron en la grabación de I'm Not Me (1983) de Mick Fleetwood, el que se editó como parte de la banda Mick Fleetwood's Zoo. Por su parte, John McVie se retiró parcialmente de la música. A pesar de que como banda estaban parados, sus problemas personales seguían siendo un tema de conversación en la prensa amarillista y por ese entonces se supo que Stevie, tras terminar la gira de Rock a Little, fue internada en la clínica Betty Ford Center de Rancho Mirage para tratar su adicción a la cocaína, Mick estaba en bancarrota y John sufría constantes convulsiones como consecuencia de años de exceso de drogas y alcohol.

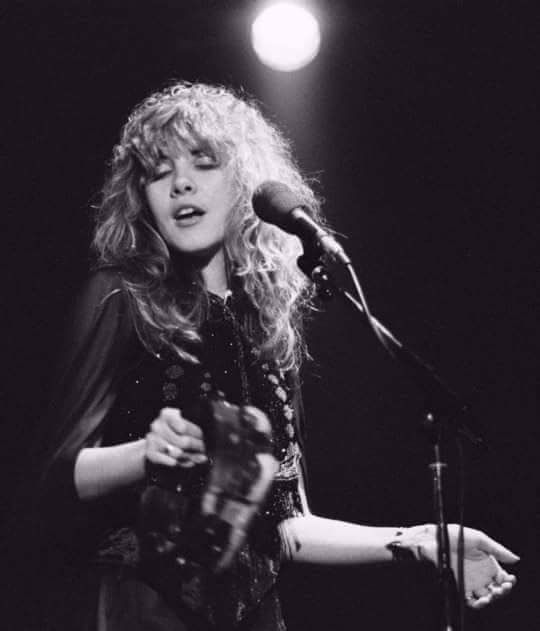
La vocalista Stevie Nicks en vivo hacia el año 1980

En 1986 se le solicitó a Christine McVie grabar una versión de «Can't Help Falling in Love» para la banda sonora de El gran enredo e invitó a Buckingham, Fleetwood y McVie para que tocaran en ella. Al descubrir que la química seguía intacta, decidieron realizar un disco como Fleetwood Mac, pero la participación de Nicks estaba limitada debido a su rehabilitación. A partir del trabajo del que hubiese sido el tercer disco solista de Buckingham, en 1987 salió al mercado Tango in the Night. Su decimocuarto álbum de estudio logró buenas posiciones en las listas musicales de varios países, entre ellos el primer lugar en el Sverigetopplistan de Suecia como en el UK Albums Chart del Reino Unido. Con más de 15 millones de copias vendidas a nivel mundial estimadas hasta 2018, Tango in the Night es su segunda producción más exitosa después de Rumours. Para promocionarlo, siete de sus canciones se publicaron como sencillos, de las cuales «Big Love», «Seven Wonders», «Little Lies» y «Everywhere» lograron posicionarse entre los veinte sencillos más vendidos en el Hot 100 de Billboard. Por su parte, «Everywhere» fue el más exitoso en el UK Singles Chart del Reino Unido (puesto 4) y en 2025 la BPI lo certificó de séxtuple disco de platino, en representación a 3,6 millones de copias vendidas.
Antes de comenzar la gira de Tango in the Night llamada Shake the Cage Tour, Buckingham optó por retirarse de la banda; según Mick Fleetwood el 7 de agosto de 1987 se reunieron con él en la casa de Christine para que cambiara de opinión, pero el guitarrista mantuvo su decisión. Años más tarde, Buckingham señaló que renunció porque necesitaba continuar con su crecimiento creativo y personal, y a la vez distanciarse de Nicks, con quien no podía cerrar su relación a pesar de haberse separado sentimentalmente años atrás. Para cubrir su puesto contrataron a los guitarristas y vocalistas estadounidenses Billy Burnette y Rick Vito. Aprovechando su renovado éxito comercial gracias al álbum y a la gira, en 1988 Warner Bros. lanzó el recopilatorio Greatest Hits e incluía dos nuevas canciones: «No Questions Asked» y «As Long as You Follow». En menos de un mes vendió más de un millón de copias en Estados Unidos y para 2000 la RIAA lo había reconocido con un óctuple disco de platino, por vender más de ocho millones de copias.

### 1990-1995:Behind the Mask,Timey separación

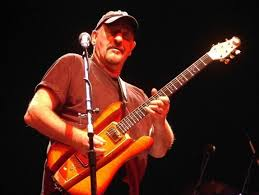
El guitarrista Dave Mason en 2007

En 1990 publicaron Behind the Mask, que contó con la participación de Lindsey Buckingham en el tema homónimo como guitarrista acústico. El disco presentó una desviación hacia el adult oriented rock y en cierto modo causó críticas muy variadas. Por ejemplo, William Ruhlmann, de AllMusic, lo llamó una «decepción artística y comercial», mientras que Arion Berger, de Rolling Stone señaló que sus melodías seguían siendo roqueras y la incorporación de Rick Vito y Billy Burnette fue lo mejor que le pasó a la banda. A pesar de que llegó al primer lugar en el UK Albums Chart del Reino Unido y en Estados Unidos consiguió un disco de oro a los pocos meses, Behind the Mask es considerada la producción menos exitosa de Fleetwood Mac en los últimos quince años. Después de la gira promocional, Stevie y Christine anunciaron que seguirían trabajando con la banda, pero ya no saldrían de gira. Sin embargo, a principios de 1991 Stevie se retiró por desacuerdos con Mick por el uso de «Silver Spings» en su recopilatorio Timespace: The Best of Stevie Nicks, ya que estaba reservado para la caja recopilatoria 25 Years - The Chain (1992). Por su parte, en 1991 Rick Vito también dejó la banda para comenzar con una carrera solista.
La salida de Nicks y Vito los desestabilizó, y en 1992 Mick aprovechó de lanzar el álbum Shakin' the Cage con su grupo The Zoo, mientras que John publicó su primer trabajo solista John McVie's Gotta A Band With Lola Thomas. En 1993, Christine y John McVie, Mick Fleetwood, Lindsey Buickingham y Stevie Nicks se reunieron para tocar en el baile inaugural del mandato del presidente Bill Clinton, ya que había usado a «Don't Stop» como himno de campaña, pero la presentación no fue suficiente para que la clásica formación continuara. El 21 de julio de 1994, con una nueva alineación conformada por Mick Fleetwood, John McVie, Billy Burnette, Dave Mason —exintegrante de Traffic— y Bekka Bramlett —de la banda The Zoo de Mick Fleetwood— realizaron un evento especial en la inauguración de un nuevo restaurante del batería. Esta misma salió de gira en agosto como telonera de Crosby, Stills & Nash.
En 1995, salió a la venta Time que fue un fracaso comercial, de hecho sólo logró el puesto 47 en el Reino Unido y ni siquiera ingresó en el Billboard 200 de Estados Unidos. Además, recibió reseñas negativas por parte de la prensa, inclusive en 2000 el escritor Colin Larkin lo incluyó en el puesto diez en su lista de los peores álbumes de todos los tiempos jamás creados en su libro All Time Top 1000 Albums. Poco tiempo después de su lanzamiento, Christine anunció la disolución del grupo.

### 1996-2009: Reuniones esporádicas ySay You Will

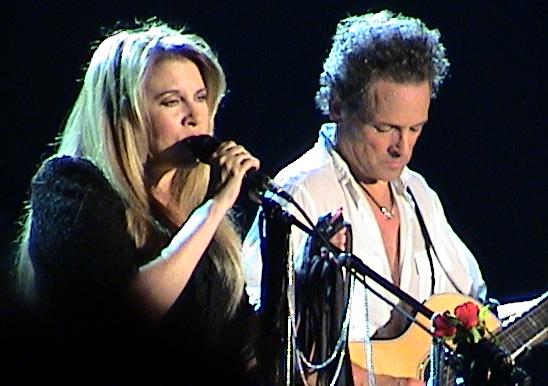
Stevie Nicks y Lindsey Buckingham en vivo en 2003

Durante 1996 los músicos trabajaron en distintos proyectos de manera independiente, hasta que Nicks, Buckingham y Fleetwood grabaron juntos el tema «Twisted» para la banda sonora de la película Twister. Asimismo, a finales del mismo año sonaron rumores sobre un posible regreso de la formación clásica, que se concretaría en marzo de 1997. Dos meses después participaron de un evento especial de MTV donde grabaron el álbum en vivo The Dance. Este resultó ser un éxito comercial, sobre todo en Estados Unidos, donde alcanzó la cima del Billboard 200 y en menos de un año vendió más de dos millones de copias; en 2000 la RIAA lo certificó de quíntuple disco de platino. En 1998, Stevie Nicks, Lindsey Buckingham, Mick Fleetwood, Christine McVie, John McVie, Peter Green, Jeremy Spencer y Danny Kirwan fueron incluidos en el Salón de la Fama del Rock, en cuya ceremonia tocaron algunos temas de Rumours, pero Green no participó de ella y tocó «Black Magic Woman» con Santana, que también fueron galardonados esa misma noche. En ese mismo año, Christine anunció su retirada de la banda.
En 2003 registraron como cuarteto Say You Will, cuyas melodías de pop rock recuerdan sus días de gloria de la década de 1970, «pero sin la base emocional», según Greg Kot, de Chicago Tribune. Aunque entró en varias listas, sus dos sencillos promocionales —«Peacekeeper» y «Say You Will»— tuvieron un tibia recepción; por ejemplo, solo el primero entró en Hot 100 de Billboard en el puesto 80. En contraparte, su gira promocional, Say You Will Tour 2003-2004, recaudó alrededor de 90,8 millones de dólares, que la posicionó dentro de los tours más exitosos del año: en 2003 alcanzó el puesto 4 y en 2004 el 27.
En los años posteriores, corrió el rumor de una eventual gira de reunión con la formación de finales de 1960 conformada por Peter Green, Jeremy Spencer, Danny Dirwan, Mick Fleetwood y John McVie. En una entrevista a Spencer señaló que no le interesaba ser parte de lo que llamó un «posible carnaval», mientras que McVie indicó en una serie de preguntas y respuestas: «(...) Si pudiéramos hacer que Peter y Jeremy participasen, probablemente yo también lo haría. Sé que Mick diría sí en un santiamén. Por desgracia, no creo que haya muchas posibilidades de que Danny acepte».

### 2009-2013: Gira Unleashed yExtended Play

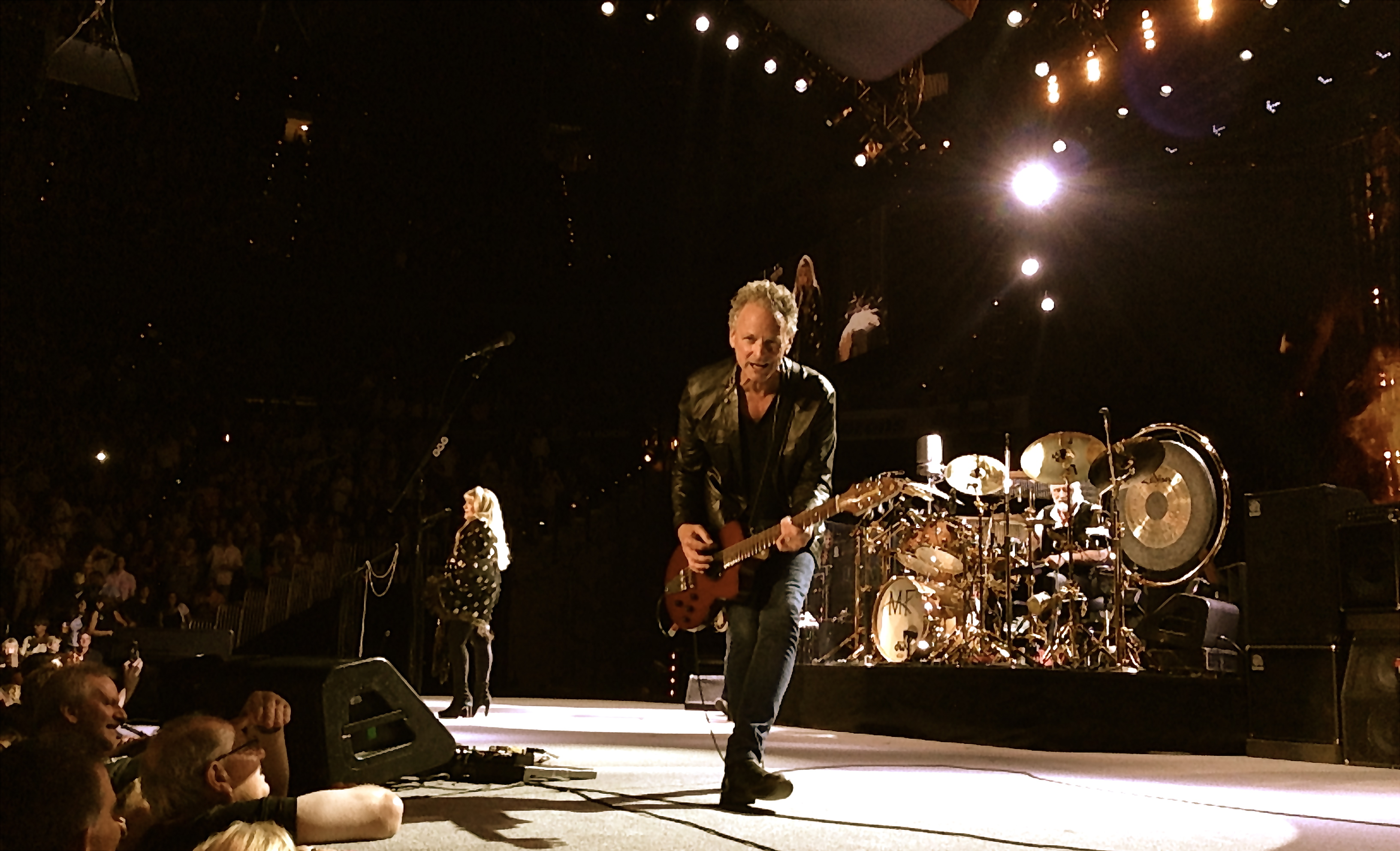
Actuación en Atlanta en 2013

En marzo de 2008 se anunció que la cantante Sheryl Crow se uniría a la banda para una futura gira, sin embargo, en julio del mismo año Buckingham confirmó que ella no sería parte del tour y que el asunto «simplemente se desinfló». Titulada Unleashed Tour, la serie de conciertos comenzó el 1 de marzo de 2009 en Pittsburgh (Estados Unidos) y culminó el 20 de diciembre del mismo año en Nueva Plymouth (Nueva Zelanda); con una recaudación de 84.9 millones de dólares, consiguió situarse en el puesto 13 de las giras más exitosas de 2009. Warner Bros. aprovechó el momento y en octubre relanzó el recopilatorio The Very Best of Fleetwood Mac —editado originalmente en 2002— mientras que en noviembre la BBC estrenó el documental de una hora llamado Fleetwood Mac: Don't Stop, que contó con entrevistas a los cuatro miembros que aún seguían en la banda.
En los meses posteriores, fallecieron tres de sus exintegrantes. El 18 de octubre de 2011 murió el bajista Bob Brunning por un infarto agudo de miocardio; el 3 de enero de 2012 encontraron muerto en su casa, a causa de una hemorragia gastrointestinal, al guitarrista y vocalista Bob Weston; y el 7 de junio del mismo el guitarrista Bob Welch se suicidó por un disparo en el pecho.
A finales de 2012 anunciaron una gira estadounidense de 34 presentaciones, que inició en abril de 2013. En ese último mes lanzaron su primer material de estudio en diez años, el EP Extended Play, que poseía tres nuevas canciones escritas por Buckingham y una antigua del dúo Buckingham Nicks. Con su lanzamiento, se extendieron las presentaciones en Estados Unidos e incluso la gira llegó a Europa. En dos de los tres conciertos en el The O2 Arena de Londres celebrados el 25 y 27 de septiembre de 2013, Christine apareció como artista invitada en el tema «Don't Stop», siendo la primera vez que tocaba con la banda en quince años. A su vez, en la primera fecha mencionada, Nicks le dedicó la canción «Landslide» al fundador Peter Green que se encontraba en el público de acuerdo con NME. El 27 de octubre la banda anunció que John McVie comenzaría un tratamiento para curarse de un cáncer, que significó cancelar las catorce fechas por Australia y Nueva Zelanda. Posteriormente, el 22 de noviembre Christine confirmó en The Guardian que había conversaciones para volver a Fleetwood Mac y afirmó que la salud de John estaba en mejores condiciones.

### 2014-2018: Reincorporación de McVie y salida de Buckingham

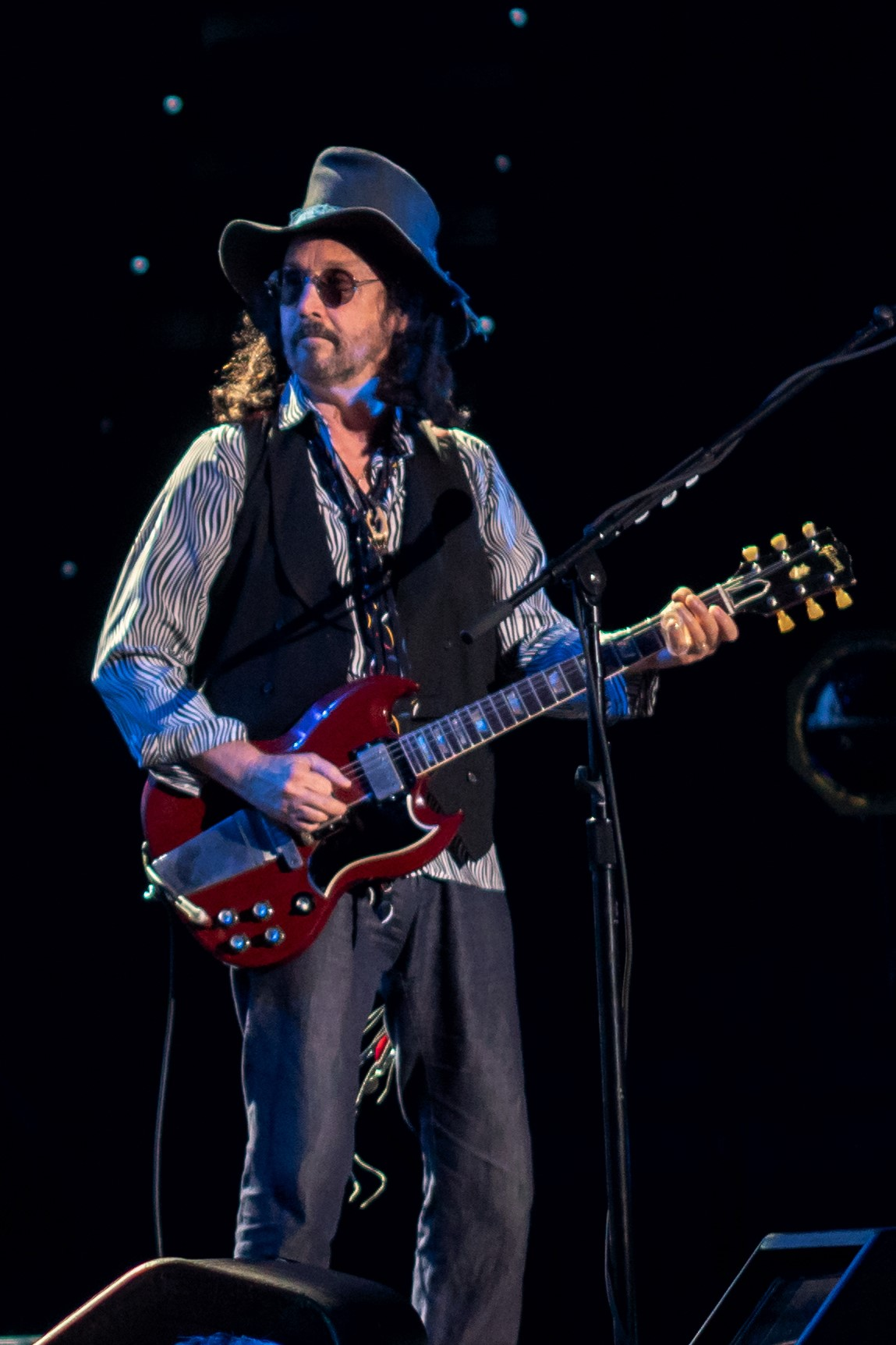
Mike Campbell en vivo en Tulsa en 2018

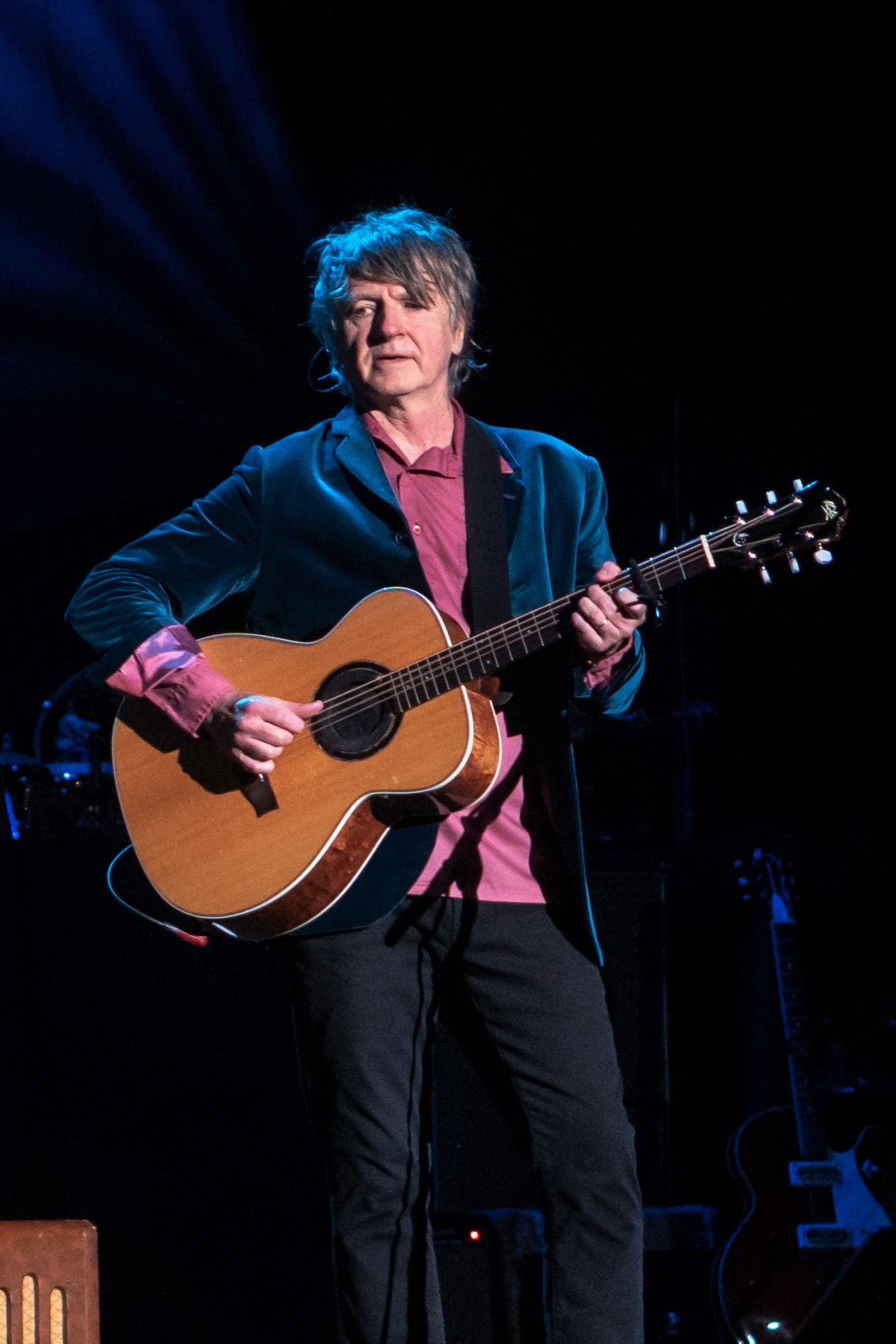
Neil Finn en vivo en Tulsa en 2018

El 11 de enero de 2014 se concretó el regreso de Christine McVie y con ello anunciaron la realización de una nueva gira de conciertos. Ante la demanda de entradas, el tour, titulado On with the Show, se extendió hasta noviembre de 2015 y recaudó un total de 166,1 millones de dólares. Con respecto al eventual disco de reunión, en marzo de 2015 Mick Fleetwood comentó que podría retrasarse un par de años y que estaban a la espera de las contribuciones de Stevie Nicks, ya que ella ha sido ambivalente ante una nueva producción, En diciembre del mismo año, Nicks confirmó su interés y contó que ya tenían algunas canciones escritas. Sin embargo, en 2016 Mick Fleetwood afirmó que Stevie mantenía estancado el lanzamiento de un nuevo trabajo, puesto que Christine había traído un montón de composiciones y tenían mucha música grabada, pero sin Nicks: «Ella [Christine] y Lindsey probablemente podrían tener un álbum de dúo muy fuerte si quisieran. En verdad, espero que llegue a más que eso... Realmente hay docenas de canciones. Y son realmente buenas».
Como un presagio de Fleetwood, el 9 de junio de 2017 el dúo lanzó el álbum Lindsey Buckingham Christine McVie con la participación de Mick y John en la sección rítmica. El disco contó con canciones escritas por ambos músicos durante los últimos tres años para lo que hubiese sido el nuevo álbum de Fleetwood Mac, pero ante el desinterés de Nicks, optaron por lanzarlo bajo sus propios nombres. Su debut logró una positiva acogida tanto por la crítica —con un promedio de 72 sobre 100 en el sitio Metacritic— como comercial, por ejemplo alcanzó la posición 17 en el Billboard 200 estadounidense. Se colocó en el quinto puesto del UK Albums Chart británico y antes de finalizar el año la BPI le entregó un disco de plata, por vender más de 60 000 unidades. Para la segunda mitad de 2017, Fleetwood Mac solo dio dos presentaciones en el marco del festival Classic West (19 de julio) y Classic East (30 de julio). Por su parte, Stevie Nicks realizó seis conciertos como solista entre el 23 de agosto y 24 de septiembre, mientras que Buckingham y McVie realizaron una gira por Estados Unidos para promocionar su disco: primero entre el 21 de junio y 27 de julio, y luego entre el 14 de octubre y el 16 de noviembre. En abril de 2018, la banda despidió a Lindsey Buckingham por desacuerdos respecto a la futura gira. Aunque no hubo un comunicado del motivo, Mick Fleetwood comentó más tarde que el guitarrista no quiso firmar el contrato para la gira de conciertos que llevaba planificándose hace un año y medio. Para cubrir su puesto contrataron al guitarrista de Tom Petty and The Heartbreakers, Mike Campbell, y al exvocalista de Crowded House, Neil Finn.
El 8 de junio de 2018 falleció el guitarrista Danny Kirwan por una neumonía. En la gira An Evening with Fleetwood Mac (2018-2019) —la primera con Finn y Campbell— incluyeron la composición de Kirwan «Tell Me All the Things You Do» en la lista de canciones a modo de homenaje. En noviembre de 2018 con motivos del quincuagésimo aniversario salió al mercado la caja recopilatoria 50 Years – Don't Stop, que logró ingresar entre los cien álbumes más vendidos en varias listas musicales.

### 2020-presente: Fallecimientos de Peter Green y Christine McVie
El 25 de febrero de 2020, Mick Fleetwood realizó un concierto especial en el recinto Palladium de Londres en el que celebraba los primeros años de la banda, en especial la música de Peter Green. Este evento contó con la presencia de varios músicos invitados, entre ellos los exintegrantes de Fleetwood Mac, Rick Vito y Jeremy Spencer. En julio del mismo año, tuvo un valor conmemorativo una vez que su fundador y guitarrista, Peter Green, falleció mientras dormía. Aunque quizás la pérdida definitiva llegó el 30 de noviembre de 2022 cuando murió la teclista, cantante y una de las principales compositoras de la banda, Christine McVie, después de una breve enfermedad.
En febrero de 2023, sobre la futura situación de la banda, Fleetwood comentó que estaba «terminada», ya que los miembros sobrevivientes estaban enfocados en otros proyectos musicales. Meses más tarde, en octubre, Nicks aseguró que no había razones de continuar tras la muerte de Christine; opinión que volvió a repetir al año siguiente en entrevistas con Mojo y Rolling Stone. En cambio, en julio de 2024, Fleetwood declaró que estaba abierto a reunir a la banda.

## Estilo musical

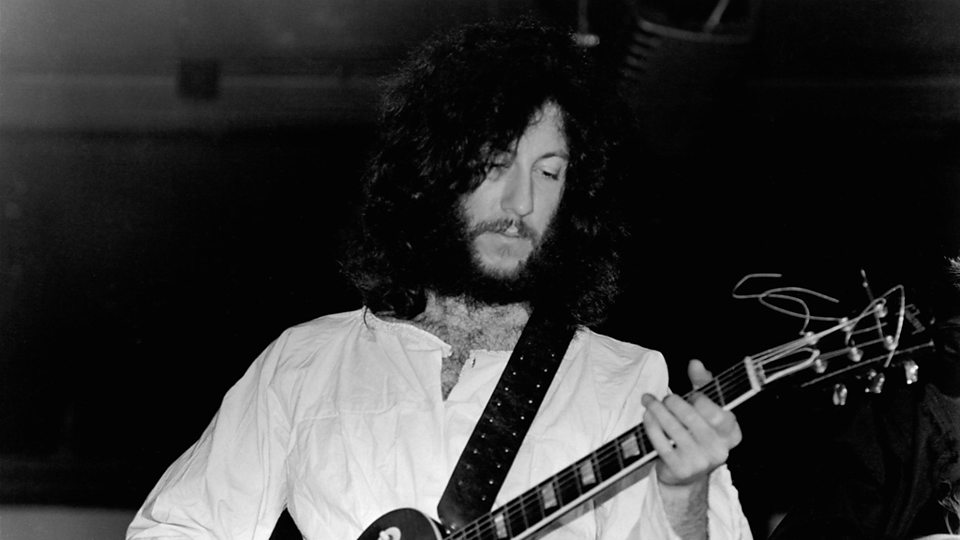
Con Peter Green a la cabeza, Fleetwood Mac fue una de las principales agrupaciones del blues británico.

Barry Gifford, en su reseña al álbum debut escrita en 1968 para Rolling Stone, afirmó que Fleetwood Mac se estableció como uno de los principales practicantes del blues británico junto con John Mayall & the Bluesbreakers, Ten Years After y Savoy Brown. Entre 1967 y 1970, conocido como el período con su fundador y guitarrista Peter Green, tanto sus álbumes como sus sencillos mantuvieron la esencia del blues y blues rock; incluso en 1969 grabaron el disco Fleetwood Mac in Chicago junto con músicos estadounidenses de ese género musical, entre ellos Otis Spann y Willie Dixon. No obstante, con la llegada del guitarrista Danny Kirwan en 1968, su sonido comenzó a ampliarse; por ejemplo, gracias a él Green terminó de componer el tema «Albatross», que difiere de sus otras canciones porque combina elementos de blues, música bahameña, caribeña y calipso. El sencillo recibió críticas en su momento, ya que Mick Fleetwood comentó que sus fanáticos de blues no la entendieron y «pensaron que nos habíamos vendido». Las composiciones de Kirwan posicionaron al álbum Then Play On de 1969 como una transición y, a la vez, como un presagio del sonido que tendrían más tarde en la década de 1970 según el sitio AllMusic.
Con la salida de Green en 1970, tanto Kirwan como Jeremy Spencer asumieron el control creativo de las canciones. Como este último era un aficionado al rock and roll estadounidense, el sonido de Kiln House (1970) se acercó al rock, aunque no perdió del todo el blues rock. Por su parte, la llegada de la teclista Christine McVie en 1970 y del guitarrista Bob Welch en 1971 —en sustitución de Spencer— hicieron de Future Games (1971) un claro movimiento hacia el folk rock y el pop. Para Bare Trees (1972), Kirwan jugó un papel importante en su composición, y su resultado se ha considerado como su «primer álbum consistente» y en el que definieron su sonido post-blues. La salida del guitarrista en 1972 dejó como únicos compositores a Christine y Welch. Según William Ruhlmann, de AllMusic, en Penguin (1973) pierden todo rastro del blues rock por las «melodías hipnóticas» de Welch y el «pop romántico» de Christine, el mismo estilo que tuvo Mystery to Me del mismo año y Heroes Are Hard to Find (1974). De acuerdo con Michael Norman, de The Plain Dealer, la influencia de Welch empujó a la banda hacia la corriente principal del pop y sin sus contribuciones «Fleetwood Mac no habría estado en condiciones de hacer Rumours en 1977».
La renuncia en buenos términos de Welch en diciembre de 1974 propició la llegada de los estadounidenses Lindsey Buckingham y Stevie Nicks, quienes transformaron la identidad de la banda hacia el pop rock californiano e indujeron a Christine a escribir temas de soft rock, tanto en Fleetwood Mac (1975) como en Rumours (1977). Con la idea de no repetir la misma fórmula de los mencionados trabajos, en Tusk (1979) experimentaron con una variedad de estilos como rock, soft rock, pop rock, folk rock y art pop, entre otros. No obstante, retomaron el sonido pop en Mirage (1982) y en Tango in the Night (1987). Tras la renuncia de Buckigham en 1988, los guitarristas Rick Vito y Billy Burnette cubrieron su puesto y, con ellos, en 1990 publicaron Behind the Mask, que mostraba cierta desviación hacia el adult oriented rock. Sin Nicks ni Vito, Time (1995) no alcanzó el éxito comercial de sus antecesores a pesar de que poseía el mismo estilo que ellos. Por su parte, Say You Will (2003) —su último álbum de estudio desde entonces— evoca sus días de gloria de la década de 1970 gracias a sus melodías pop, pero sin su «base emocional» según Greg Kot de Chicago Tribune.

## Influencias

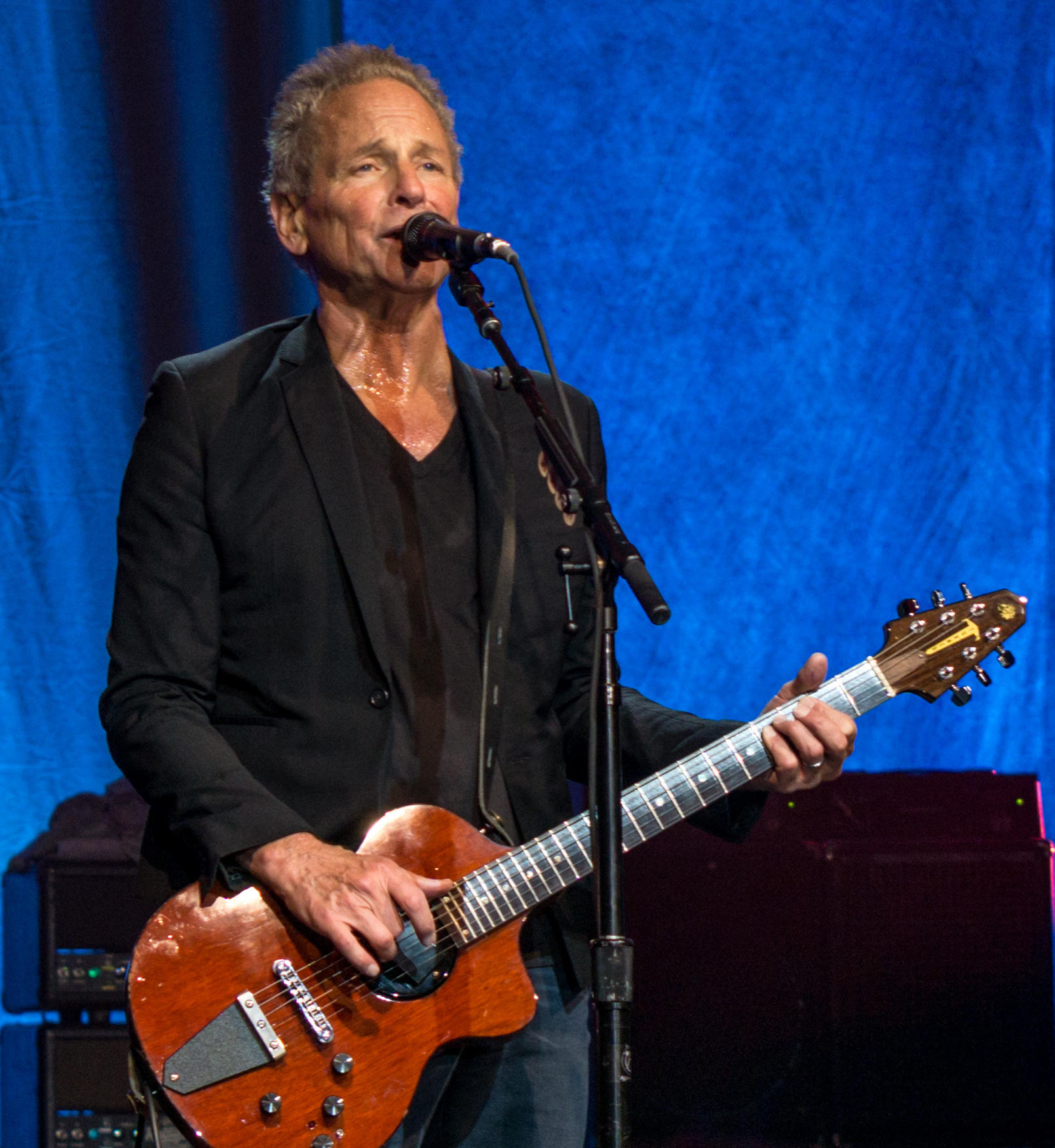
Lindsey Buckingham trajo consigo la técnica del fingerpicking gracias a sus influencias del country y folk

Las influencias de la banda cambiaban a medida que entraban y salían sus diferentes compositores, sobre todo desde su fundación hasta el inicio de la segunda parte de la década de 1970. En sus primeros años, sus músicos tenían influencias del blues estadounidense; Peter Green admiraba a los guitarristas Freddie King, Otis Rush, John Lee Hooker, Buddy Guy, B.B. King y al armonicista Big Walter Horton, mientras que Elmore James era la principal influencia de Jeremy Spencer. Además, en su álbum debut versionaron a Robert Johnson, Howlin' Wolf y Homesick James. Por su parte, las influencias de Danny Kirwan abarcaban más géneros musicales, ya que citó a los grupos británicos de blues rock y beat, las big bands de western y country de los años treinta, el rhythm and blues de Chicago y el reggae, aunque tenía un gran aprecio por los artistas de jazz Eddie Lang, Joe Venuti y Django Reinhardt. En este último, el guitarrista se inspiró para escribir la instrumental «Jigsaw Puzzle Blues», el lado B del sencillo «Albatross» (1968).
Christine McVie trajo consigo influencias de la música clásica —su padre era concertista de violín— del pop, jazz y rock, de artistas como Antonio Vivaldi, Fats Domino, The Beatles, The Everly Brothers, The Beach Boys, Etta James, Ralph Vaughan Williams e incluso citó al propio Peter Green. Por su lado, Bob Welch fue fuertemente influido en su niñez por The Beach Boys y Little Richard, y más tarde se interesó en el jazz y el rhythm and blues. El pop rock de Stevie Nicks lo creó bajo el influjo en primera instancia de Joni Mitchell y Crosby, Stills & Nash, y luego de la escena californiana; inclusive en el escenario emulaba a Janis Joplin, Jimi Hendrix y Grace Slick. Por último, Lindsey Buckingham tenía como inspiración a The Beach Boys, The Beatles, Bob Dylan y The Kingston Trio, entre otros artistas. Una cualidad que agregó Buckingham al sonido de la banda fue la técnica del fingerpicking, influido por el country y folk; en concreto, en muchas de las canciones emplea el estilo Travis picking.

## Legado

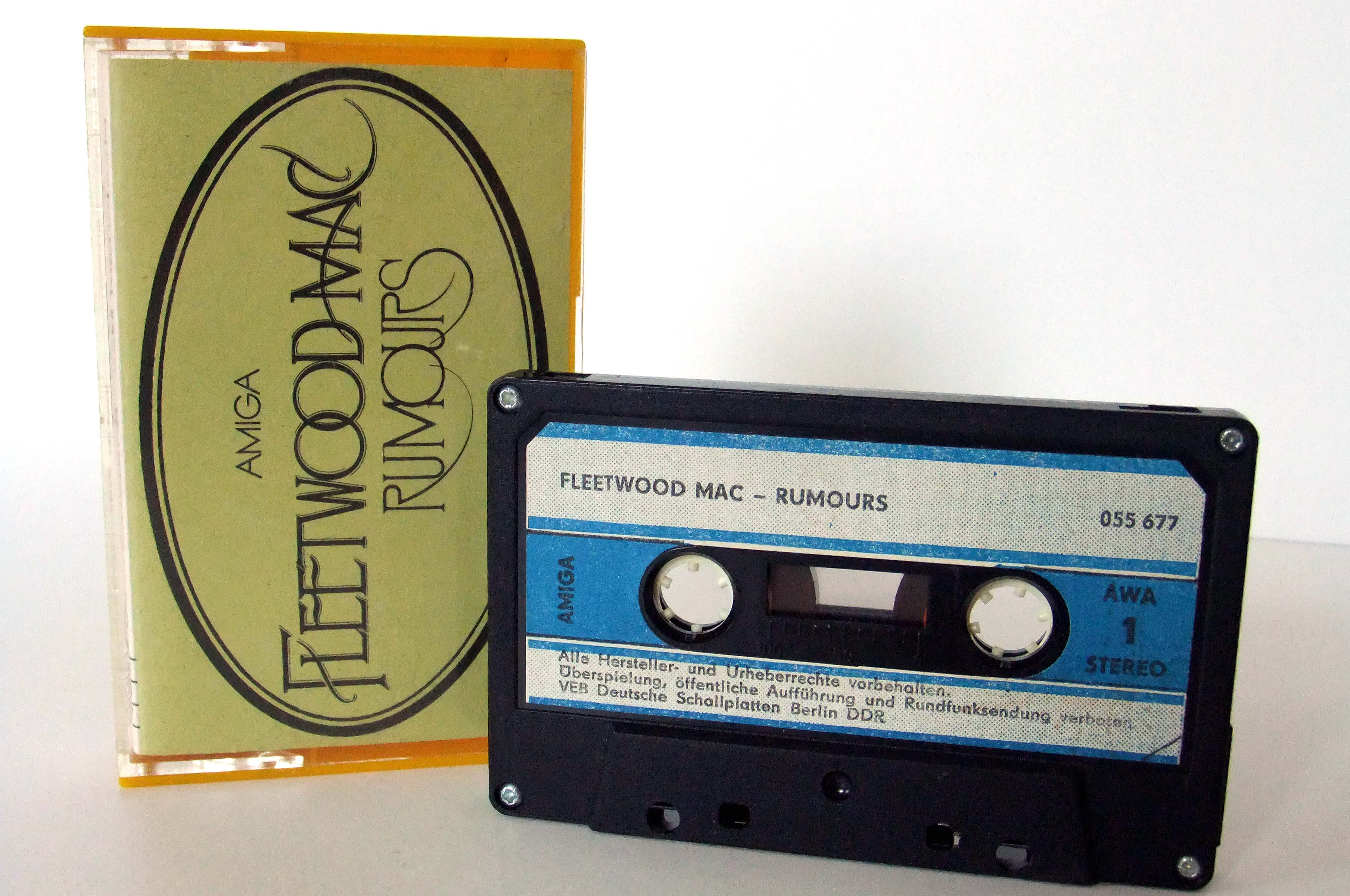
Formato casete del álbum Rumours

Fleetwood Mac es considerada una de las pocas agrupaciones que han tenido una radical evolución en su estilo musical, ya que nació como una banda de blues y paulatinamente pasó a ser una de pop rock en menos de una década. De acuerdo con Stephen Thomas Erlewine, de AllMusic, las composiciones de Peter Green y Jeremy Spencer le proporcionaron un «sonido valiente de blues rock neopsicodélico» y con la llegada de Christine McVie este pasó hacia el pop rock. Por su parte, la entrada de Lindsey Buckingham y Stevie Nicks los llevó hacia el soft rock con un «meticuloso arreglo pop». A pesar de que Mick Fleetwood y John McVie han sido los únicos músicos que han estado desde su fundación, Erlewine señala que «irónicamente fueron los que menos influyeron en la dirección musical de la banda».
Con más de cincuenta años de carrera, Fleetwood Mac ha sufrido constantes cambios de músicos y pasado por diferentes estilos musicales, pero nunca perdieron su calidad compositiva. Ni tampoco su éxito comercial, salvo entre 1971 y 1974, particularmente en el Reino Unido. Asimismo, es considerada una de las bandas más exitosas de la historia, cuyas ventas discográficas fluctúan entre los 100 y 120 millones de copias a nivel mundial. Únicamente en Estados Unidos ha vendido 54 millones de discos, calculado hasta 2021. Su álbum más exitoso es Rumours de 1977, ya que en 2020 se estimó que había vendido más de 45 millones de copias. En 2014, la RIAA le confirió la certificación de doble disco de diamante en representación a 20 millones de unidades comercializadas solo en Estados Unidos. El 19 de febrero de 2022, Music Week reportó que Rumours era la producción discográfica que más tiempo había estado en la lista UK Albums Chart —y aún lo estaba— con un total de 928 semanas (casi 18 años).
La era de Peter Green, conocida por su marcado sonido de blues y blues rock, ha influido e inspirado a varios artistas británicos y estadounidenses de blues rock, hard rock y heavy metal, como por ejemplo Aerosmith, Gary Moore, Judas Priest, Metallica, ZZ Top, Carlos Santana, Whitesnake e incluso a la propia Christine McVie. Además, algunas de las canciones de ese período tuvieron un gran impacto en otros artistas, por ejemplo «Albatross» sirvió de inspiración para «Sun King» de The Beatles, mientras que «Oh Well» lo fue para «Black Dog» de Led Zeppelin. Por su parte, «The Green Manalishi» de 1970 —la última grabación con Green— tuvo una influencia en el naciente heavy metal, ya que, como asegura Andrew Sacher del sitio Invisible Oranges, su riff es la «fatalidad prototípica». En ese sentido, ha sido versionada por artistas de ese género musical como Judas Priest, Corrosion of Conformity y Melvins. Muchos de los éxitos de la etapa de Green como «Black Magic Woman», «Man of the World» o los ya mencionados anteriormente, han sido versionados por una infinidad de artistas de distintos estilos musicales tales como Eric Clapton, Santana, The Shadows, Anathema, Ian Anderson, Bernie Marsden, Tom Petty & the Heartbreakers, Deep Purple, Therion, entre otros.
Por otro lado, la etapa iniciada en 1975 —conocida como la Lindsey Buckingham y Stevie Nicks— ha influenciado a un montón de bandas de pop rock, folk rock, rock alternativo, música independiente y electrónica, tales como Hole, Haim, Empire of the Sun, Midlake, Hot Chip, Fleet Foxes, Rilo Kiley, Best Coast, Tori Amos, Florence and the Machine, Echosmith, The Corrs, Daft Punk, entre otros. A su vez, varios artistas han versionado las canciones de esta etapa como por ejemplo Richie Havens, Gregorian, NOFX, The Cranberries, Superfly, Waylon Jennings, Cindy Lauper, Jewel, Tigers Jaw, entre otros.

## Premios y homenajes
A lo largo de su carrera, Fleetwood Mac ha sido nominado a distintos premios de música, principalmente gracias a su disco Rumours (1977). En la edición de 1978 de los premios Grammy obtuvo nominaciones en las categorías mejor arreglo vocal por «Go Your Own Way», mejor interpretación pop vocal por grupo por Rumours y álbum del año —también por Rumours— la cual ganó. Por su parte, en la edición de 1998 fue nominado a mejor interpretación pop vocal por grupo por la canción «Silver Springs», mejor interpretación rock de un dúo o grupo con vocalista por «The Chain» y a mejor álbum de pop vocal por The Dance. En 2018, The Recording Academy les entregó el premio persona del año MusiCares, convirtiéndose en el primer grupo musical en recibirlo. Además, sus álbumes Fleetwood Mac (1975) y Rumours (1977) han sido incluidos en el salón de la fama de los Grammy. A su vez, han ganado tres premios American Music, un Brit y un Juno.
En octubre de 1979 fueron incluidos en el Paseo de la Fama de Hollywood y en 1998 Stevie Nicks, Lindsey Buckingham, Mick Fleetwood, Christine McVie, John McVie, Peter Green, Jeremy Spencer y Danny Kirwan fueron inducidos en el Salón de la Fama del Rock, en cuya ceremonia tocaron algunos temas de Rumours, aunque Green no participó de ella y tocó «Black Magic Woman» con Santana, quienes también fueron inducidos esa misma noche. En noviembre de 1990, la administración del Madison Square Garden les entregó el premio conmemorativo Golden ticket por vender más de 100 000 boletos en sus cinco presentaciones (dos en 1977, dos en 1979 y una en 1990).
| Premio         | Año  | Categoría                                                 | Trabajo nominado  | Resultado | Ref.    |
| -------------- | ---- | --------------------------------------------------------- | ----------------- | --------- | ------- |
| American Music | 1978 | Álbum favorito de pop/rock                                | Rumours           | Ganador   | [ 195 ] |
| American Music | 1978 | Dúo, grupo o banda de pop/rock favorito                   | —                 | Ganador   | [ 195 ] |
| American Music | 1979 | Álbum favorito de pop/rock                                | Rumours           | Nominado  | [ 195 ] |
| American Music | 1979 | Dúo, grupo o banda de pop/rock favorito                   | —                 | Nominado  | [ 195 ] |
| American Music | 1983 | Álbum favorito de pop/rock                                | Mirage            | Nominado  | [ 195 ] |
| American Music | 1983 | Dúo, grupo o banda de pop/rock favorito                   | —                 | Nominado  | [ 195 ] |
| American Music | 2003 | Dúo, grupo o banda de pop/rock favorito                   | —                 | Ganador   | [ 195 ] |
| Brit           | 1998 | Contribución destacada a la música                        | —                 | Ganador   | [ 195 ] |
| Grammy         | 1978 | Álbum del año                                             | Rumours           | Ganador   | [ 196 ] |
| Grammy         | 1978 | Mejor arreglo vocal                                       | «Go Your Own Way» | Nominado  | [ 196 ] |
| Grammy         | 1978 | Mejor interpretación pop vocal por grupo                  | Rumours           | Nominado  | [ 196 ] |
| Grammy         | 1998 | Mejor interpretación pop vocal por grupo                  | «Silver Springs»  | Nominado  | [ 196 ] |
| Grammy         | 1998 | Mejor interpretación rock de un dúo o grupo con vocalista | «The Chain»       | Nominado  | [ 196 ] |
| Grammy         | 1998 | Mejor álbum de pop vocal                                  | The Dance         | Nominado  | [ 196 ] |
| Juno           | 1978 | Álbum internacional más vendido                           | Rumours           | Ganador   | [ 195 ] |
| Juno           | 1979 | Álbum internacional más vendido                           | Rumours           | Nominado  | [ 195 ] |
| Number One     | 1978 | Grupo del año                                             | —                 | Ganador   | [ 78 ]  |
| Number One     | 1978 | Álbum del año                                             | Rumours           | Ganador   | [ 78 ]  |
| Number One     | 1978 | Álbum de artista pop                                      | Rumours           | Ganador   | [ 78 ]  |
| Number One     | 1978 | Álbum de grupo pop                                        | Rumours           | Ganador   | [ 78 ]  |

## Miembros

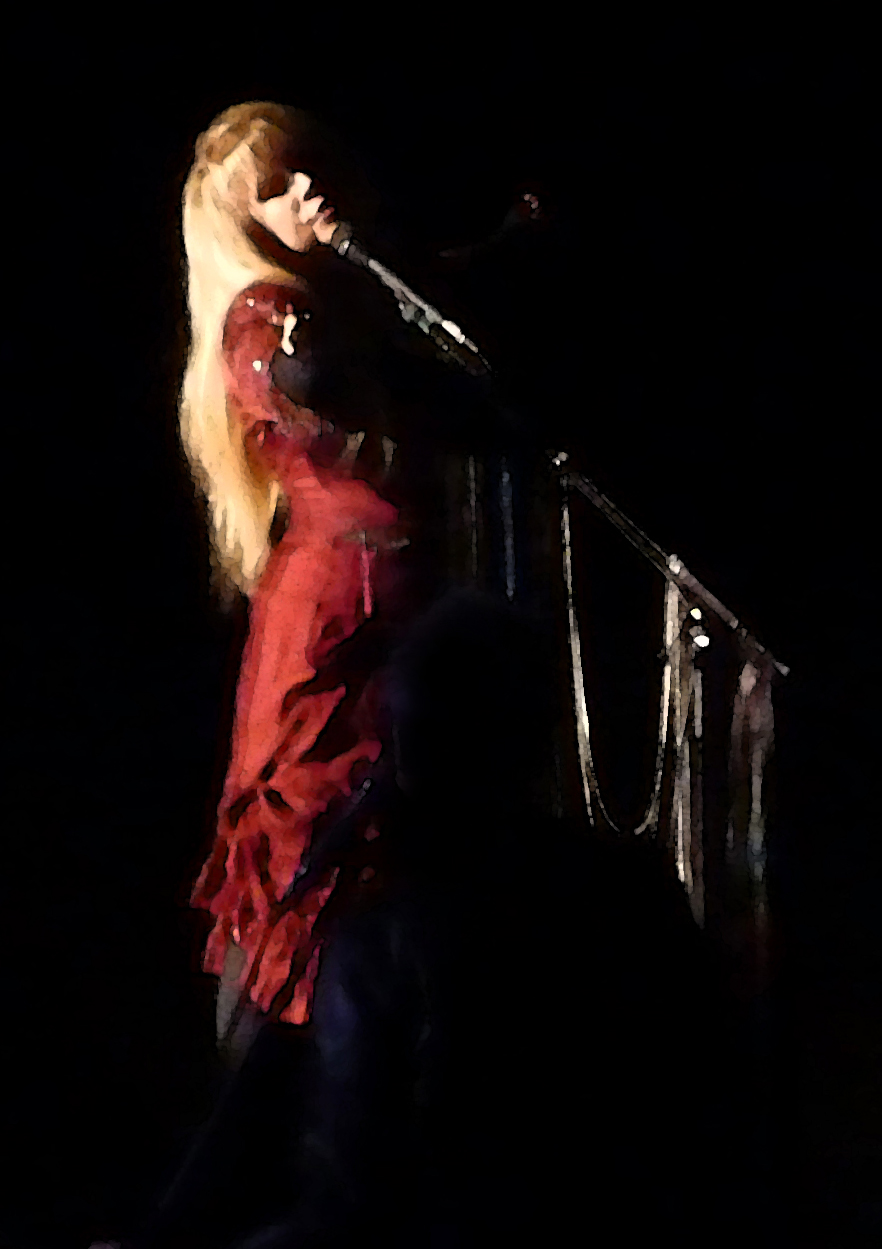
Stevie Nicks voz y teclados (1975-1991, 1997-presente)
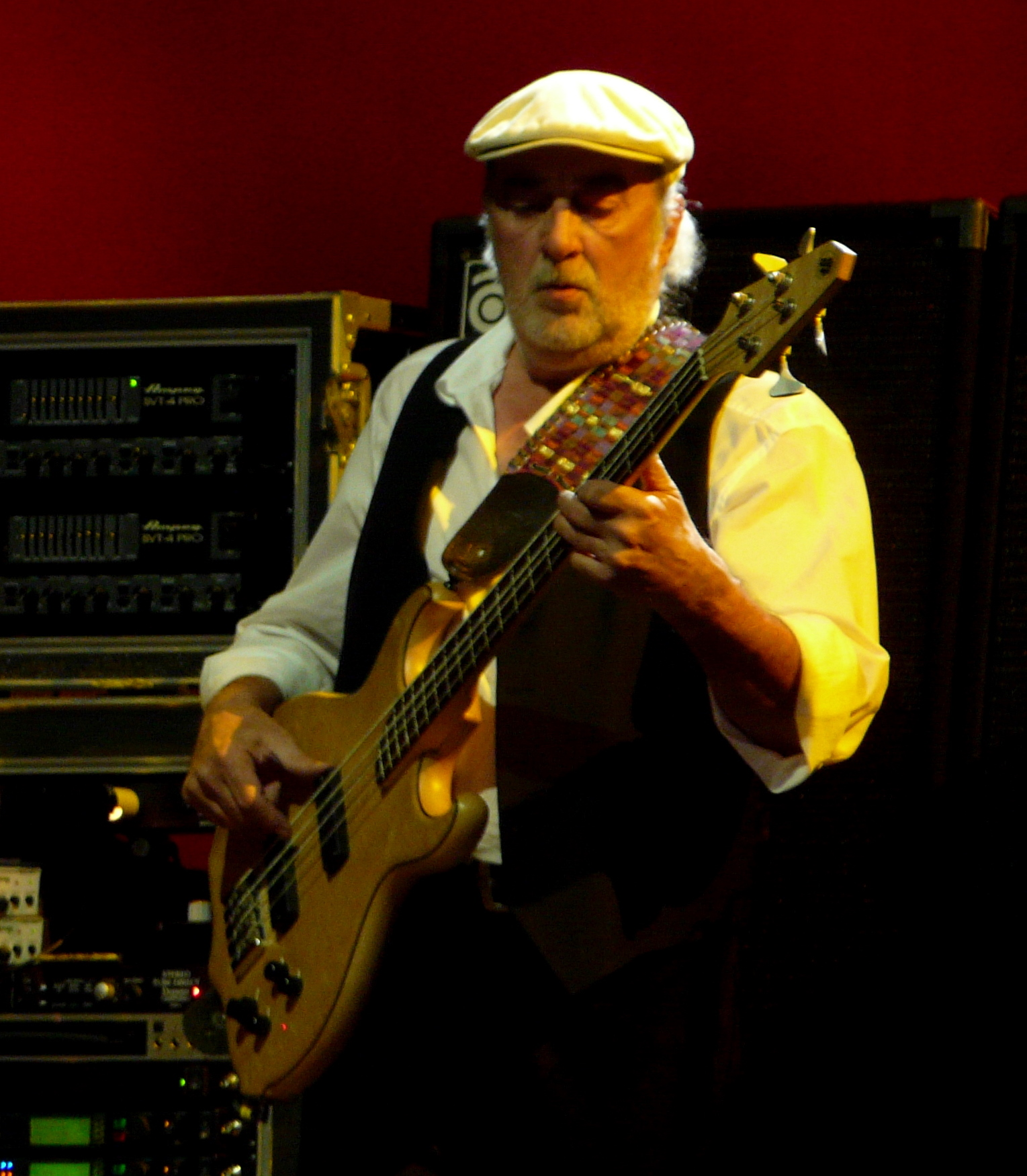
John McVie bajo (1967-1995, 1997-presente)
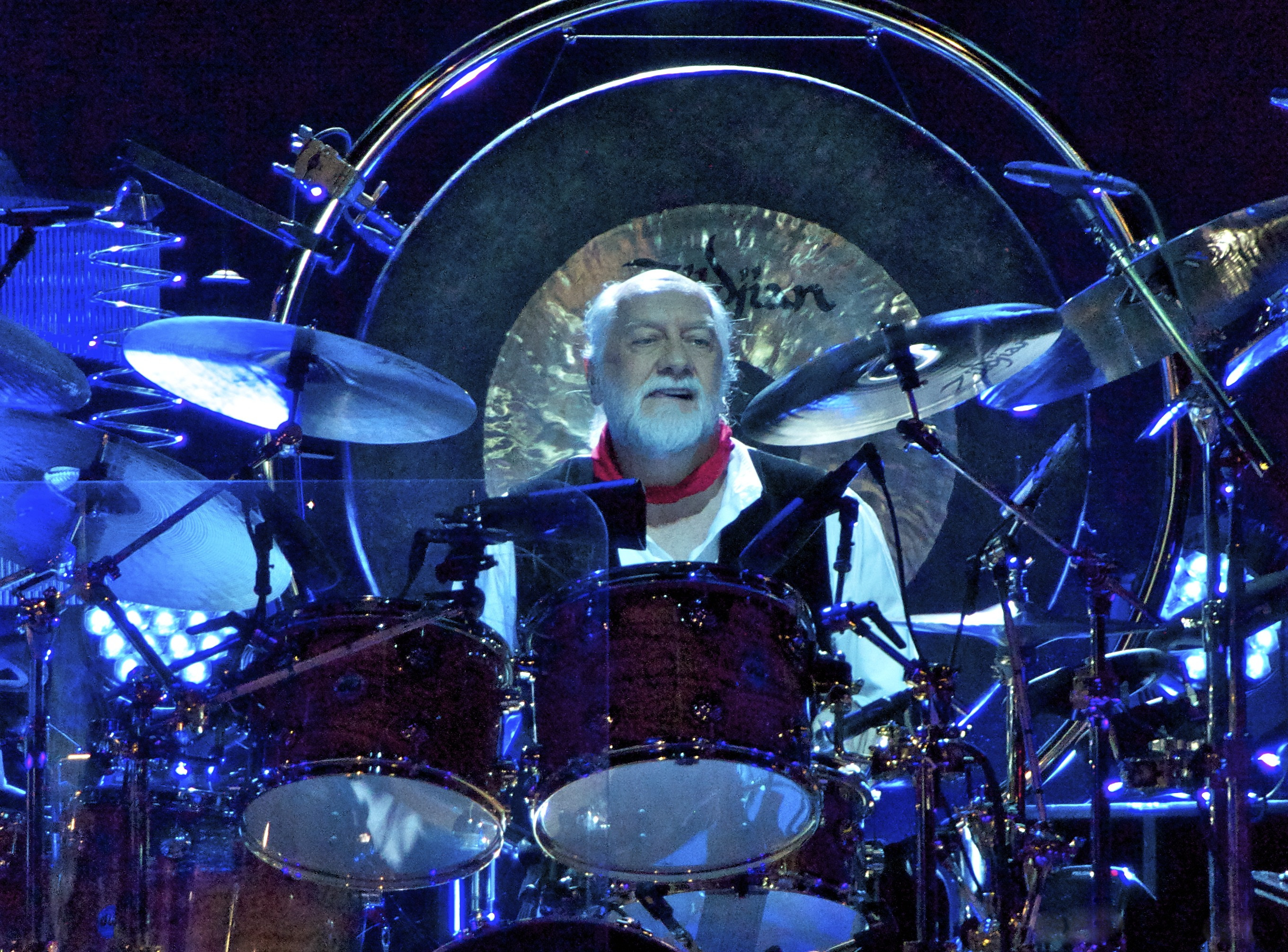
Mick Fleetwood batería y percusión (1967-1995, 1997-presente)
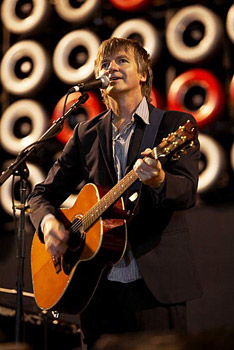
Neil Finn voz, guitarra y teclados (2018-presente)
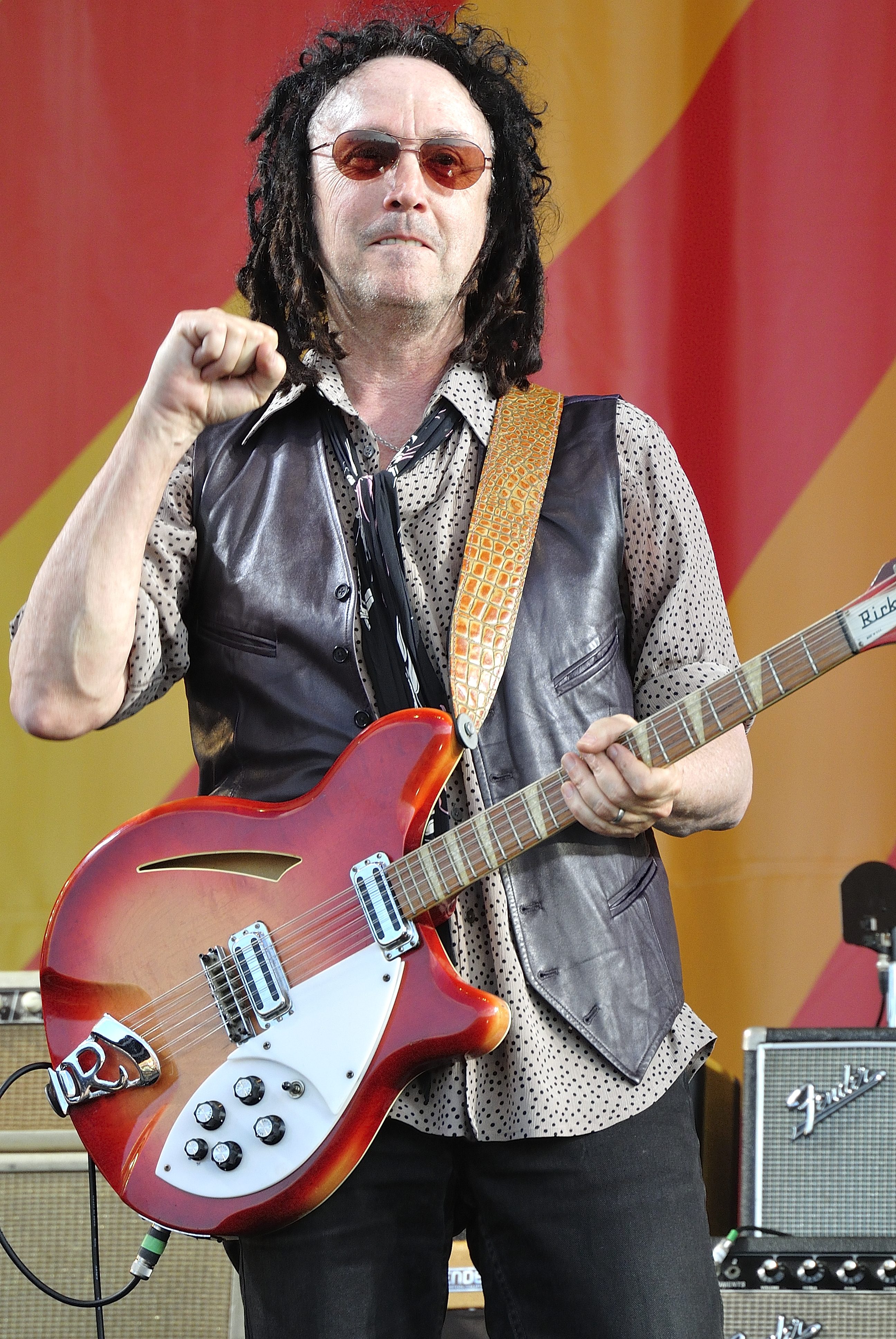
Mike Campbell guitarra (2018-presente)

### Antiguos miembros
| - Peter Green: voz, guitarra y armónica (1967-1970, 1971) - Jeremy Spencer: voz, guitarra, slide y piano (1967-1971) - Bob Brunning: bajo (1967) - Danny Kirwan: voz y guitarra (1968-1972) - Bob Weston: voz, banjo y guitarra (1972-1973) - Bob Welch: voz y guitarra (1971-1974) | - Dave Walker: voz y armónica (1972-1973) - Billy Burnette: guitarra (1987-1993, 1994-1995) - Rick Vito: guitarra (1987-1991) - Bekka Bramlett: voz (1993-1995) - Dave Mason: guitarra (1993-1995) - Lindsey Buckingham: voz y guitarra (1975-1987, 1997-2018) - Christine McVie: voz y teclados (1970-1995, 1997-1998, 2014-2022†) |

## Discografía
Álbumes de estudio
| - 1968: Fleetwood Mac - 1968: Mr. Wonderful - 1969: Then Play On - 1970: Kiln House - 1971: Future Games - 1972: Bare Trees - 1973: Penguin - 1973: Mystery to Me - 1974: Heroes Are Hard to Find | - 1975: Fleetwood Mac - 1977: Rumours - 1979: Tusk - 1982: Mirage - 1987: Tango in the Night - 1990: Behind the Mask - 1995: Time - 2003: Say You Will |

## Giras
Fleetwood Mac ha realizado las siguientes giras:
| - 1970: Kiln House Tour - 1971: Future Games Tour - 1972: Bare Trees Tour - 1973 (primer semestre): Penguin Tour - 1973 (segundo semestre): Mystery to Me Tour - 1974: Heroes Are Hard to Find Tour - 1975: Fleetwood Mac Tour - 1977-1978: Rumours Tour - 1979-1980: Tusk Tour | - 1982: Mirage Tour - 1987-1988: Shake the Cage Tour - 1990: Behind the Mask Tour - 1994-1995: Another Link in the Chain Tour - 1997: The Dance Tour - 2003-2004: Say You Will Tour - 2009: Unleashed Tour - 2013: 2013 World Tour - 2014-2015: On With the Show Tour - 2018-2019: An Evening with Fleetwood Mac |